# 27. Januar
Der 27. Januar (auch 27. Jänner) ist der 27. Tag des gregorianischen Kalenders, somit bleiben 338 Tage (in Schaltjahren 339 Tage) bis zum Jahresende.

## Ereignisse

### Politik und Weltgeschehen
- 1080: Die Schlacht bei Flarchheim zwischen den Ritterheeren von König Heinrich IV. und Gegenkönig Rudolf von Rheinfelden endet wegen schlechter Wetterbedingungen ohne eindeutigen Sieger.

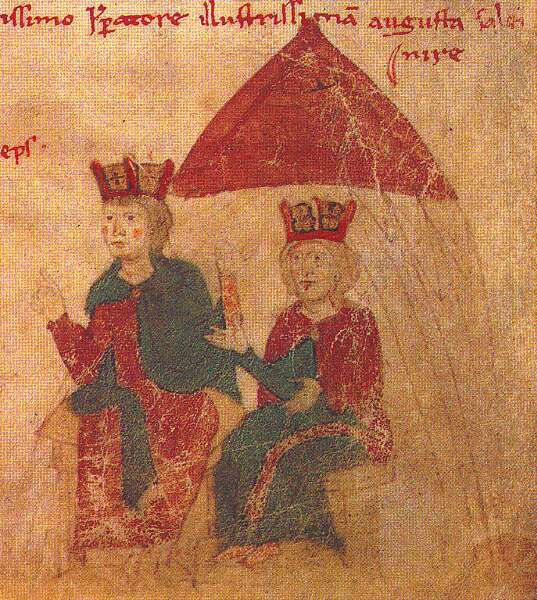
1186: Heinrich VI. und Konstanze von Sizilien

- 1186: Heinrich VI. heiratet in Mailand Konstanze von Sizilien, die normannische Erbin des Königreichs Sizilien.
- 1451: Im Sächsischen Bruderkrieg schließen Kurfürst Friedrich II. und Herzog Wilhelm III. Frieden. Die Altenburger Teilung der wettinischen Gesamtlande ist nunmehr von beiden akzeptiert.

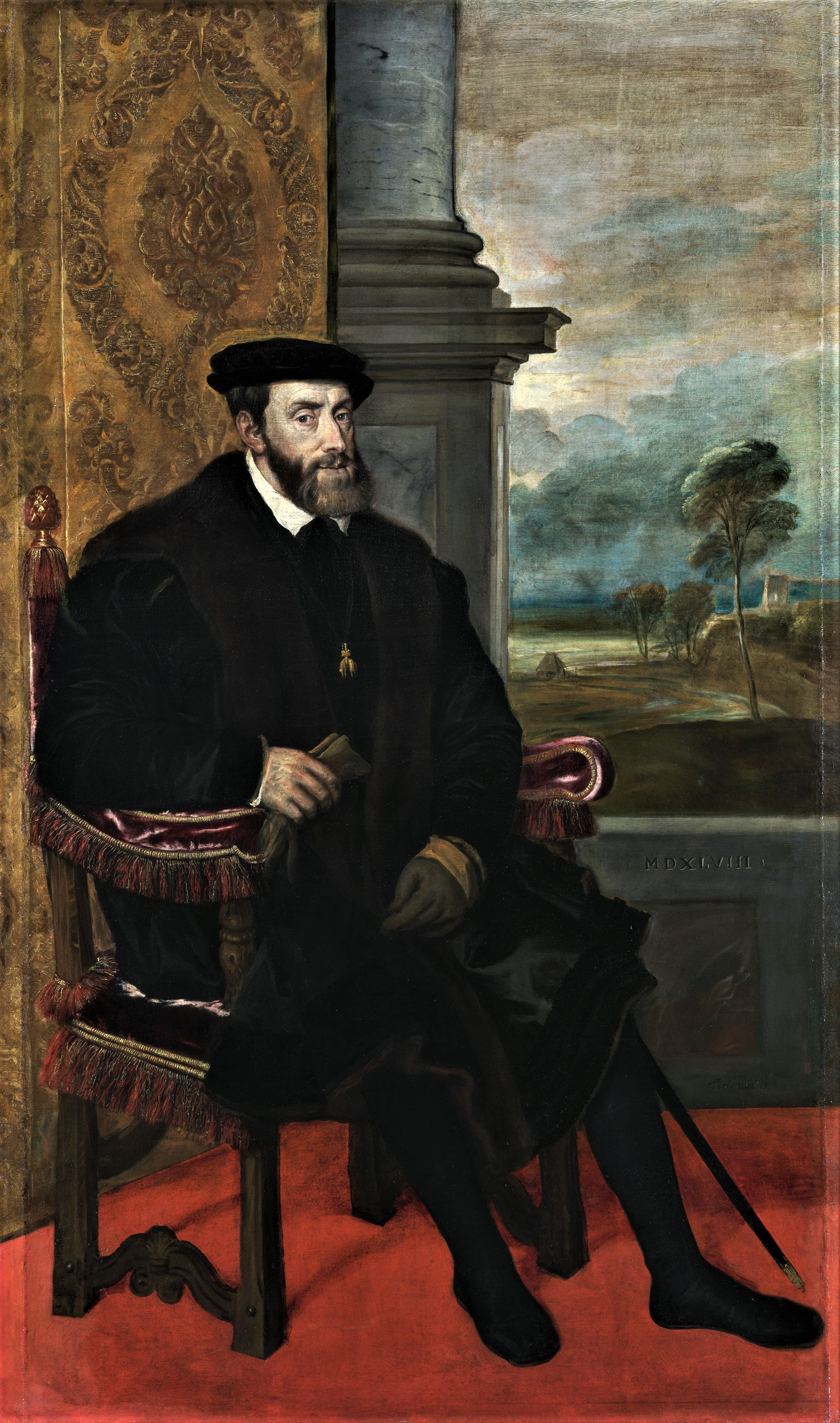
1521: Karl V.

- 1521: Kaiser Karl V. eröffnet den Reichstag zu Worms, der bis zum 26. Mai dauern wird und auf dem neben Problemen der Reichsverwaltung wie dem Reichsregiment und den Reichsmatrikeln als letzter Punkt auch die Causa Lutheri behandelt wird.
- 1656: Eine niederländische Streitmacht erobert auf der Insel Timor endgültig die von Portugiesen gehaltene Stadt Kupang, um deren Besitz es jahrelang mehrfach Kämpfe zwischen bewaffneten Einheiten beider Kolonialmächte gegeben hat.
- 1763: Rio de Janeiro löst Salvador da Bahia als Hauptstadt des portugiesischen Vizekönigreichs Brasilien ab.
- 1834: Vertreter der liberalen Schweizer Kantone Luzern, Bern, Zug, Solothurn, Basel-Landschaft, St. Gallen, Aargau und Thurgau beschließen in Baden die Badener Artikel. Die Bestimmungen lösen den heftigen Protest der katholischen Kirche aus und sind ein Keim für den Sonderbundskrieg im Jahr 1847.
- 1865: Spanien und Peru schließen Frieden im Spanisch-Südamerikanischen Krieg, der jedoch von der peruanischen Bevölkerung und vom Kongress abgelehnt wird.
- 1877: Im Deutschen Reich wird das Gerichtsverfassungsgesetz verabschiedet. Es dient dem Zweck, die Regelungen zur ordentlichen Gerichtsbarkeit zu vereinheitlichen.

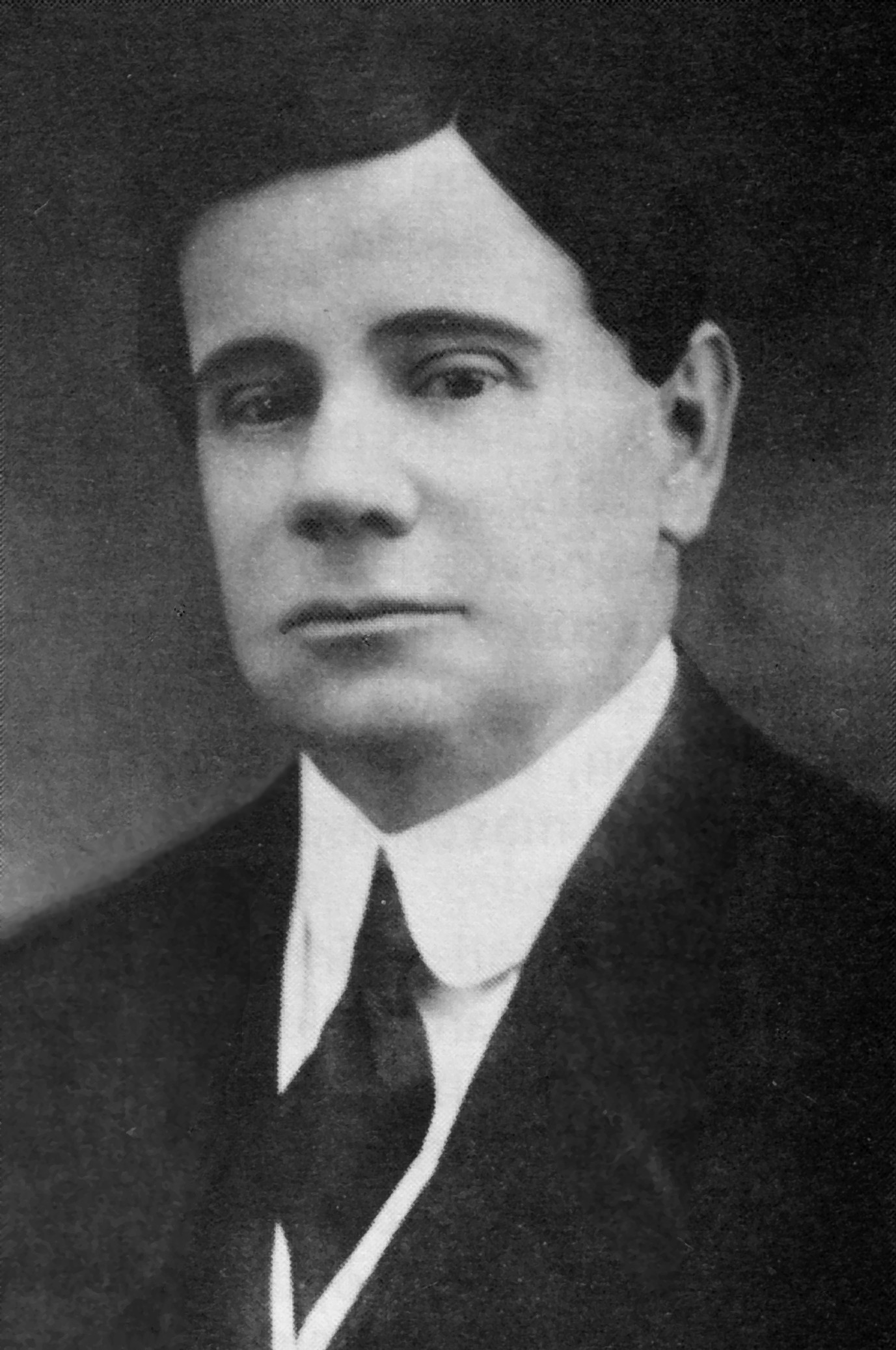
1917: Federico Alberto Tinoco Granados

- 1917: In Costa Rica putscht der Kriegs- und Marineminister Federico Alberto Tinoco Granados mit Hilfe des Militärs gegen Präsident Alfredo González Flores.
- 1918: Im erst kürzlich unabhängig gewordenen Finnland beginnt der Finnische Bürgerkrieg, der bis zum 5. Mai dauern wird. Die Roten Garden bringen im Lauf der Nacht Helsinki unter ihre Kontrolle, während die weißen Schutzkorps im Norden auf wenig Widerstand stoßen.
- 1919: Eine Demonstration deutschsprachiger Bürger der Stadt Marburg an der Drau wird am Blutsonntag durch Soldaten der SHS-Armee gewaltsam zerschlagen.
- 1924: Mit dem Vertrag von Rom zwischen Italien und dem Königreich Jugoslawien wird der Freistaat Fiume aufgelöst. Die Stadt Fiume wird italienisch, während der Nachbarort Sušak an Jugoslawien geht. Die Exilregierung Fiumes erkennt den Vertrag nicht an.
- 1939: Adolf Hitler setzt per Gesetz den Z-Plan in Kraft, einen von der deutschen Kriegsmarine unter ihrem Oberbefehlshaber Erich Raeder entwickelten Flottenrüstungsplan, der über das deutsch-britische Flottenabkommen hinausgeht.
- 1943: Mit einem von 55 Bombern geflogenen Luftangriff auf Wilhelmshaven beginnen im Rahmen der Combined Bomber Offensive die Bombardements der amerikanischen Luftwaffe am Tag. Deutschland wird ab sofort bis zum Kriegsende nahezu täglich von Flugzeugen attackiert.

1944: Gedenkstätte im heutigen St. Petersburg

- 1944: Mit der Vertreibung der letzten deutschen Soldaten aus dem Südteil von Leningrad endet die 900 Tage andauernde Belagerung der Stadt im Zweiten Weltkrieg. Die Einschließung durch die deutsche Wehrmacht hat rund eine Million Menschenleben gefordert.
- 1945: Die Rote Armee befreit im Zweiten Weltkrieg die verbliebenen ca. 7.500 Gefangenen des weitgehend geräumten Vernichtungslagers Auschwitz-Birkenau. Das Datum dieses Ereignisses wird 1996 in mahnender Erinnerung als Tag des Gedenkens an die Opfer des Nationalsozialismus zum nationalen Gedenktag in der Bundesrepublik Deutschland erklärt und 2005 von der Generalversammlung der Vereinten Nationen zum Internationalen Tag des Gedenkens an die Opfer des Holocaust proklamiert.
- 1951: Auf der Nevada National Security Site wird unter dem Namen Able im Rahmen der Operation Ranger der erste von insgesamt 119 oberirdischen Kernwaffentests durchgeführt.
- 1967: Die USA, Großbritannien und die Sowjetunion schließen den Vertrag über die Grundsätze zur Regelung der Tätigkeiten von Staaten bei der Erforschung und Nutzung des Weltraums einschließlich des Mondes und anderer Himmelskörper, kurz Weltraumvertrag, zur Regelung ihrer Aktivitäten im Weltraum.

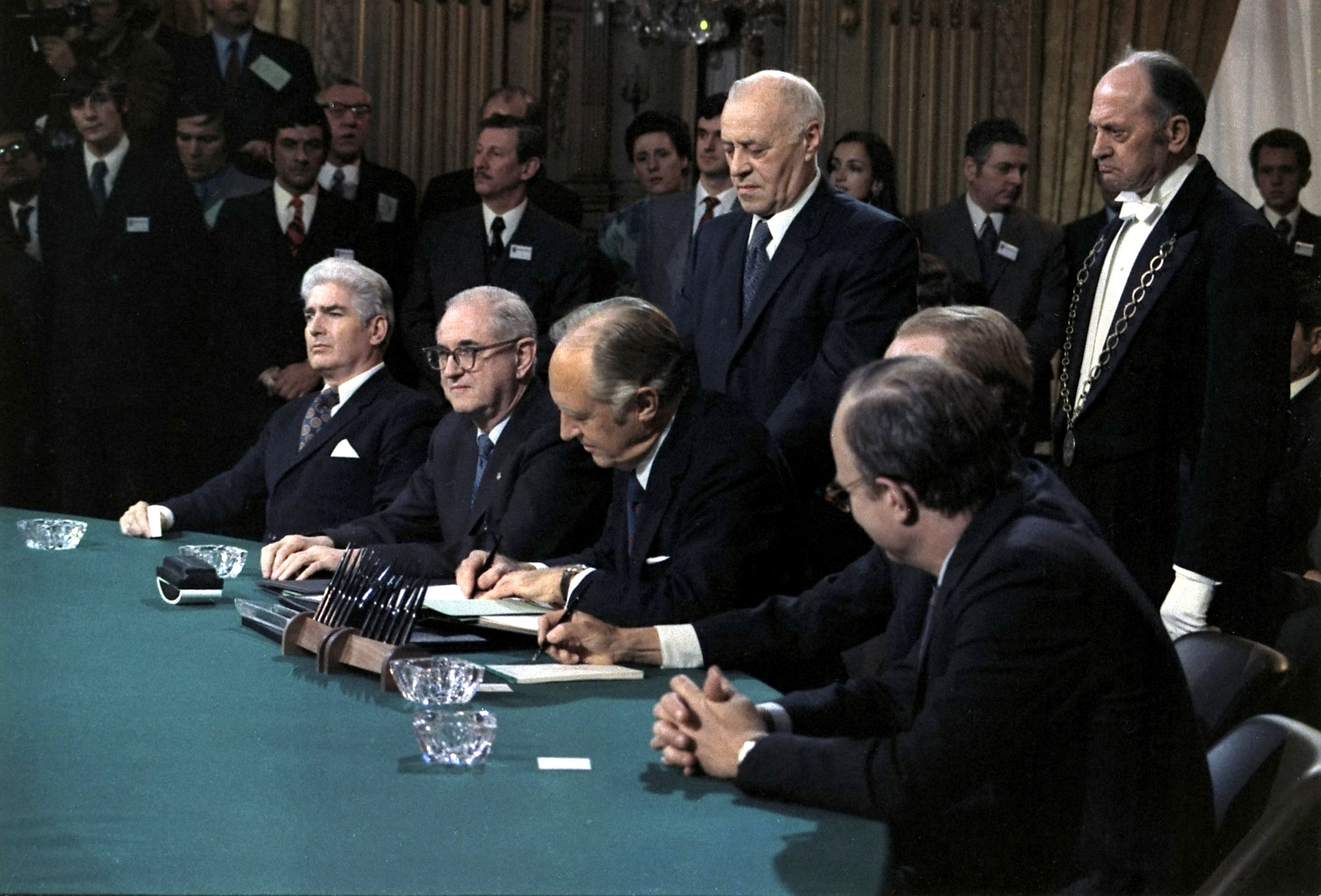
1973: Unterzeichnung des Friedensabkommens

- 1973: Die USA und Nordvietnam unterzeichnen den Vertrag von Paris, wonach am Folgetag ein Waffenstillstand im Vietnamkrieg in Kraft treten soll und die USA sich schrittweise aus Vietnam zurückziehen sollen.
- 1989: Die letzten unmittelbar nach dem Krieg inhaftierten noch einsitzenden Kriegsverbrecher aus dem Zweiten Weltkrieg werden in Breda, Niederlande freigelassen.
- 1996: Ibrahim Baré Maïnassara putscht gegen den ersten frei gewählten Präsidenten der Republik Niger, Mahamane Ousmane, und Premierminister Hama Amadou, die einander in den letzten Monaten blockiert haben.

### Wirtschaft
- 1880: Thomas Alva Edison erhält das US-Patent Nummer 223898 auf seine Erfindung einer besseren Glühlampe.
- 1891: Die Entwicklerflüssigkeit Rodinal für Schwarzweißfilme wird patentiert. Erfinder des seither von Agfa verkauften Produkts ist Momme Andresen.

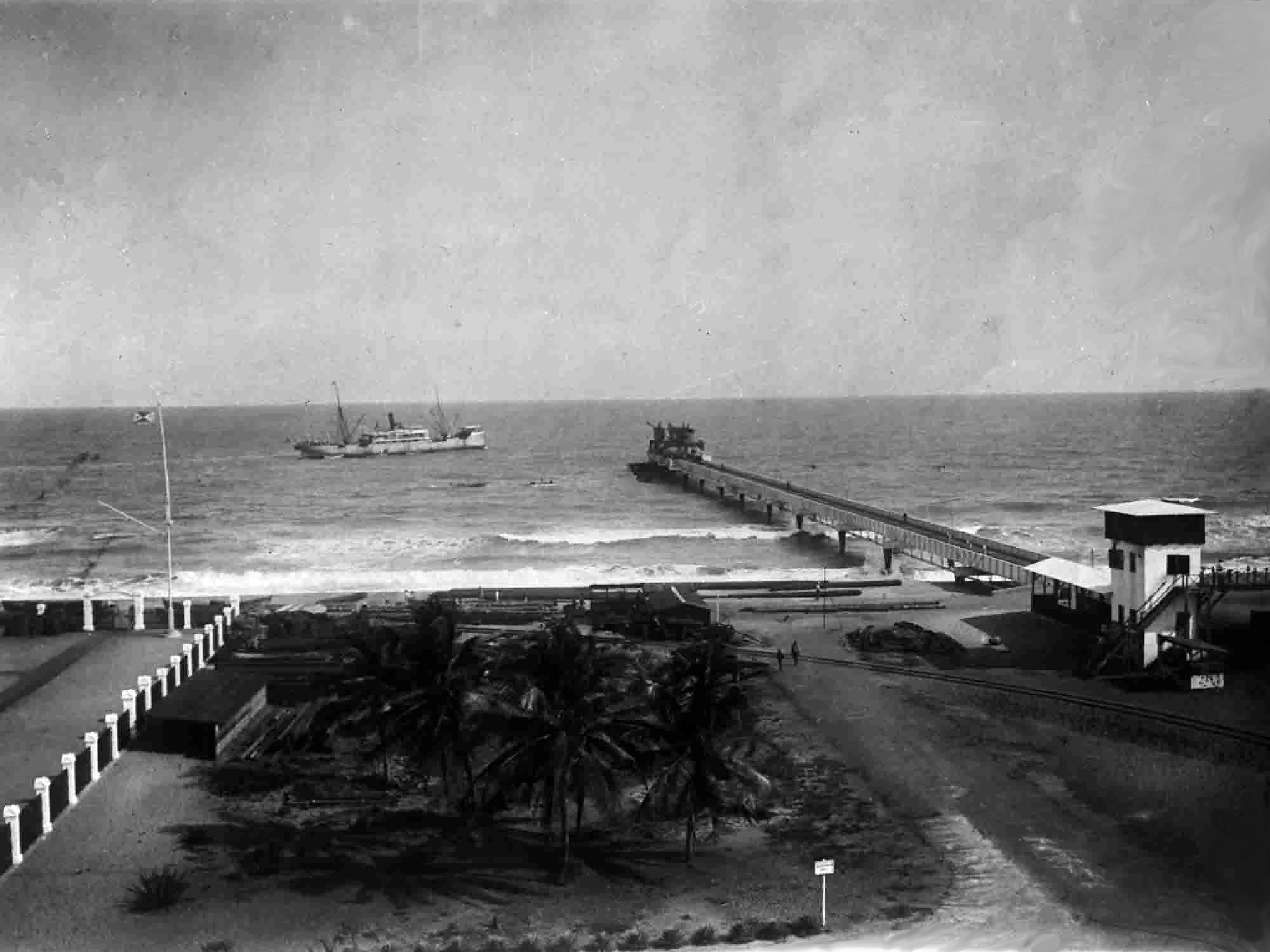
1904: Blick auf die Anlegestelle von Lome

- 1904: Das Deutsche Kaiserreich weiht als Kolonialmacht in Lomé die Landungsbrücke ein, mit der die tückische Brandung in Ufernähe überbrückt werden kann. Bis 1914 erfolgt hierüber der Großteil des Schiffsverkehrs von und nach Togoland.
- 1980: Kuwait gründet mit der Kuwait Petroleum Corporation ein staatseigenes Unternehmen zur Vermarktung seines Erdöls. Die hergestellten Produkte werden unter dem Markennamen Q8 in einer Reihe von Ländern vertrieben.

### Wissenschaft und Technik

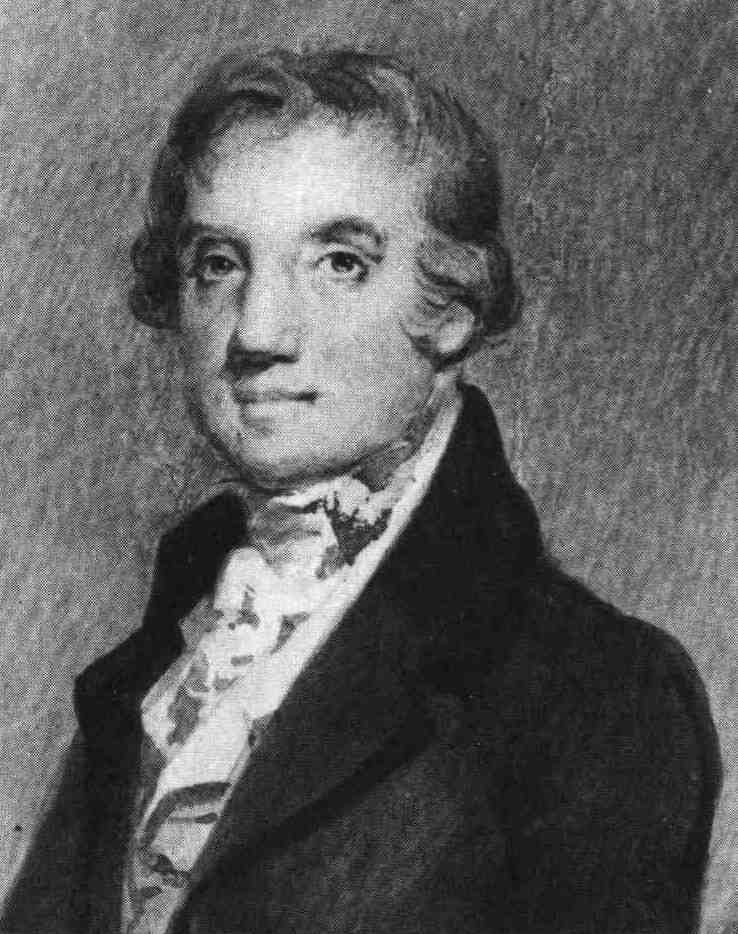
1785: Abraham Baldwin

- 1785: Mit der University of Georgia gründet Abraham Baldwin in Athens die erste staatlich geförderte Universität der Vereinigten Staaten. Vorlesungen beginnen erst Jahre später.
- 1829: Auf Initiative von Hans Christian Ørsted wird Dänemarks Technische Universität unter dem Namen Den Polytekniske Læreanstalt gegründet.
- 1888: Gardiner Greene Hubbard wird erster Präsident der National Geographic Society. Diese wurde zwei Wochen zuvor im Cosmos Club in Washington, D.C. von 33 Männern gegründet und hat das Ziel, der Allgemeinheit geographische Kenntnisse nahezubringen.
- 1908: Der britische Astronom Philibert Jacques Melotte entdeckt einen weiteren Mond des Jupiter, der später Pasiphae genannt wird.
- 1911: In Pistian wird die letzte Schiffmühle auf der Elbe abgerissen.
- 1938: Im Niagara River treibende Eisplatten drücken auf die Kämpfer der Kanada und die USA verbindenden Upper Steel Arch Bridge; diese bricht daraufhin zusammen.
- 1939: Das Schlachtflugzeug Vultee A-19 wird im Erstflug erprobt.
- 1939: Die als Abfangjäger gebaute Lockheed P-38 Lightning steigt zum Erstflug auf.

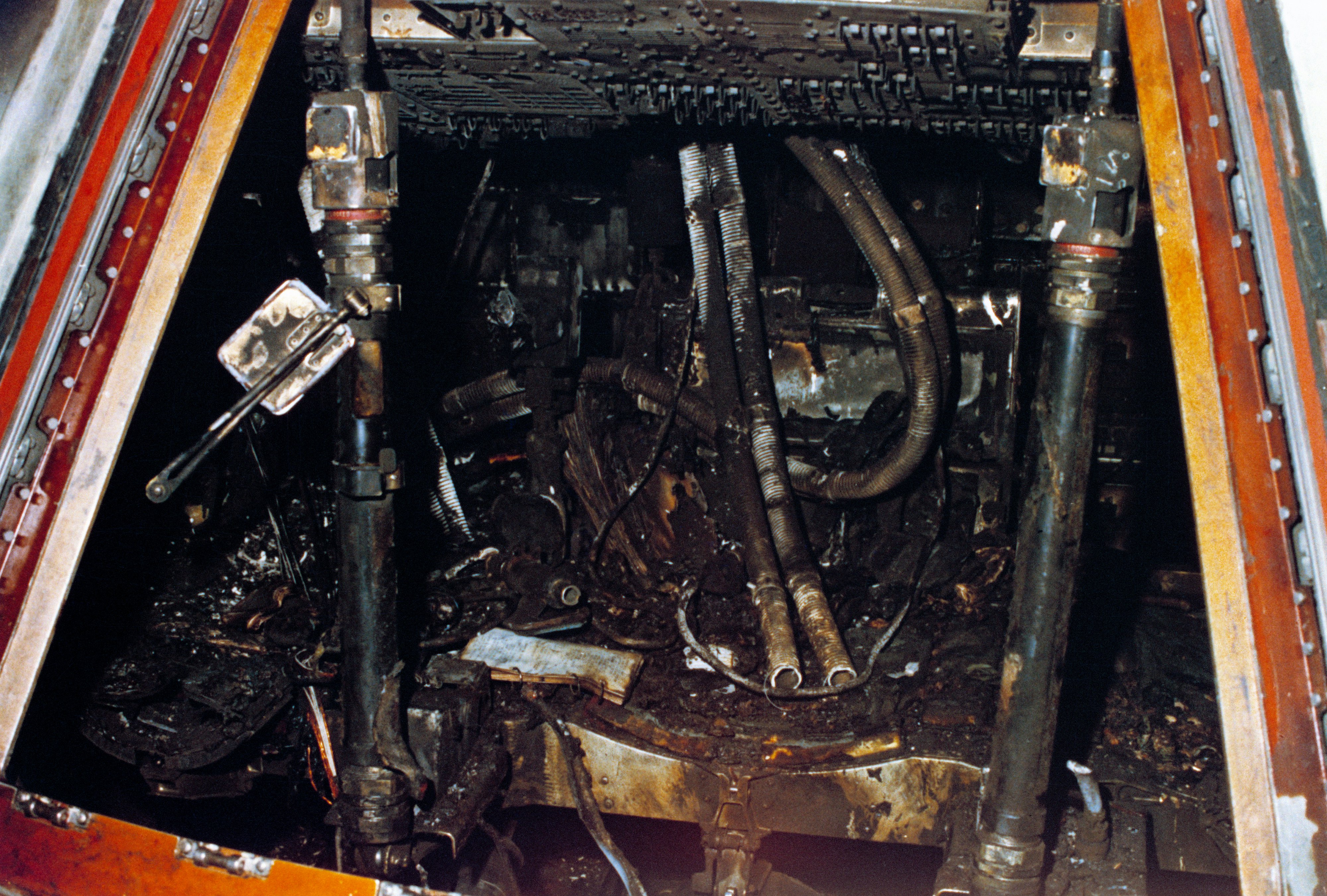
1967: Das Innere der Kapsel nach dem Feuer

- 1967: Bei routinemäßigen Plugs-Out-Tests im Apollo-Programm der NASA bricht Feuer aus. Die drei Astronauten Gus Grissom, Edward Higgins White und Roger B. Chaffee der Apollo 1 verbrennen in ihrer Kapsel.

### Kultur
- 1893: Mit Berta Foerster-Lauterer in der Titelrolle wird am Nationaltheater Prag die Oper Debora von Josef Bohuslav Foerster uraufgeführt.
- 2003: In der britischen Zeitung The Independent erscheint eine Karikatur des israelischen Ministerpräsidenten Ariel Scharon von Dave Brown, die eine Antisemitismus-Kontroverse auslöst.

### Gesellschaft
- 1929: Die Brüder Sass verübten einen spektakulären Einbruch in den Tresorraum der Berliner Diskontobank.
- 1978: In West-Berlin beginnt mit 15–20.000 Teilnehmern aus dem linken politischen Spektrum das Treffen in Tunix, auf dem zahlreiche Projekte der Alternativbewegung initiiert werden, unter anderem die Tageszeitung taz. Der Kongress bildet einen späten Höhepunkt der Sponti-Bewegung.

### Religion
- 1343: In der Bulle Unigenitus Dei filius verkürzt Papst Clemens VI. die Zeit für die Wiederkehr eines Heiligen Jahres mit der Gewinnung eines vollkommenen Ablasses von 100 auf 50 Jahre.
- 1546: In Regensburg beginnt das Regensburger Religionsgespräch, das von Kaiser Karl V. zur Ablenkung von seinen Kriegsvorbereitungen gegen den Schmalkaldischen Bund einberufen worden ist. Das Gespräch endet am 10. März erwartungsgemäß ohne Ergebnis.

### Katastrophen
- 0447: Ein Erdbeben beschädigt die Konstantinopel schützende Theodosianische Mauer erheblich. Einige Abschnitte werden zerstört und 57 Türme stürzen ein.
- 1981: Die am Tag zuvor in Brand geratene Passagierfähre Tampomas II geht in der Javasee unter. Von den mutmaßlich mehr als 1.200 auf dem Schiff befindlichen Personen können 672 gerettet werden, 147 Tote werden geborgen, 373 namentlich bekannte Menschen bleiben nach dem Seeunfall vermisst.
- 2002: In Lagos ereignen sich etwa 30 Explosionen in einem brennenden Munitionsdepot der nigerianischen Armee. Sie zerstören angrenzende Gebäude und lösen eine panische Flucht tausender Menschen aus, die weitere Tote verursacht. Insgesamt verlieren über tausend Menschen ihr Leben.

Kleinere Unglücksfälle sind in den Unterartikeln von Katastrophe und in der Liste von Katastrophen aufgeführt.

### Sport
- 1991: Durch seinen Sieg bei den Australian Open wird Boris Becker als erster Deutscher Nummer 1 der Tennisweltrangliste der Herren.
- 2005: Der Berliner Fußball-Schiedsrichter Robert Hoyzer gesteht, Spielbegegnungen durch Entscheidungen manipuliert zu haben, um Wettbetrug zu ermöglichen. Die Ermittlungen zum Fußball-Wettskandal 2005 kommen in Gang.

Einträge von Leichtathletik-Weltrekorden befinden sich unter der jeweiligen Disziplin unter Leichtathletik.

## Geboren

### Vor dem 19. Jahrhundert
- 1145: ʿUmar as-Suhrawardī, sunnitischer Sufi

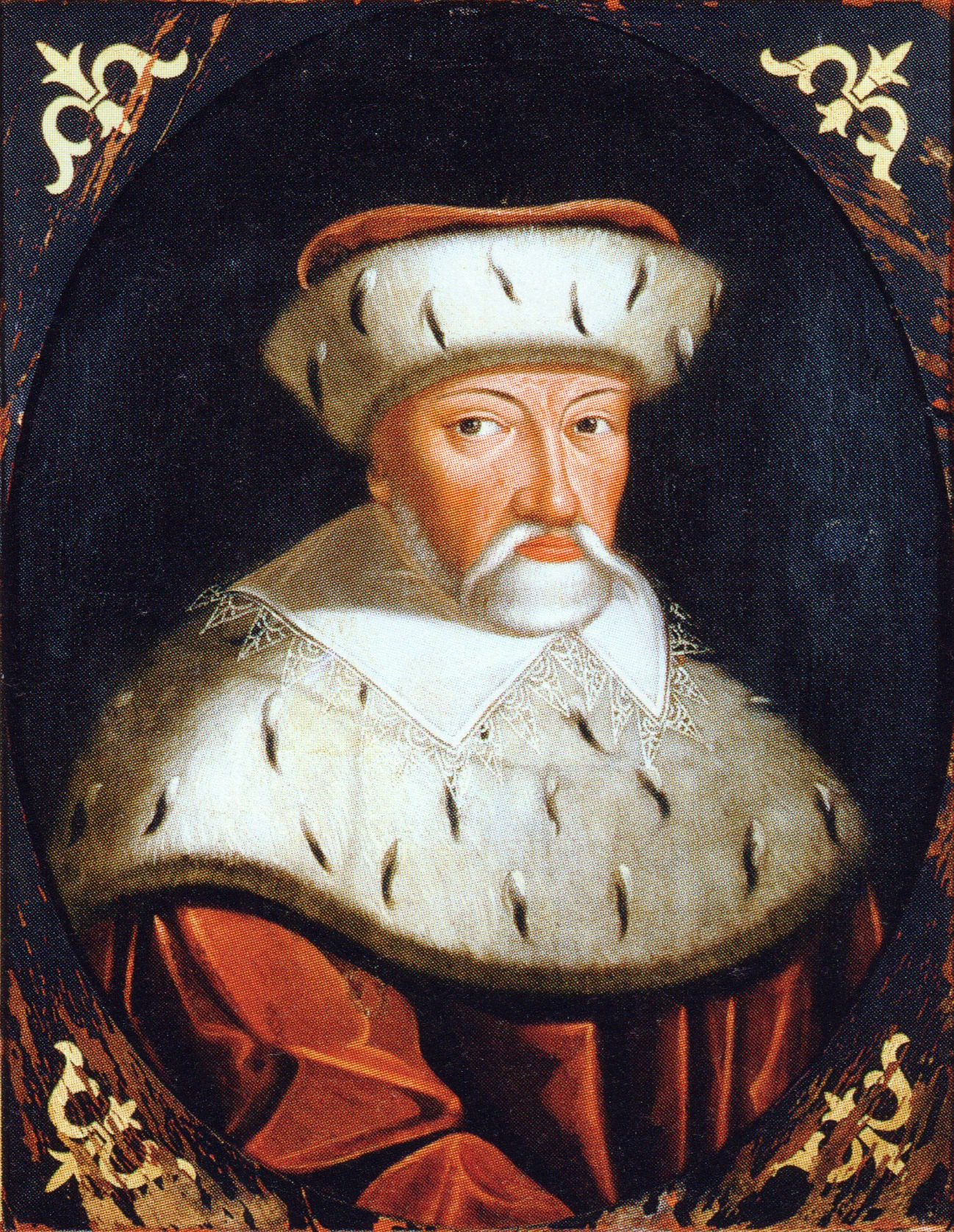
Joachim Friedrich (* 1546)

- 1546: Joachim Friedrich, Kurfürst von Brandenburg und Herzog von Preußen
- 1567: Anna Maria, Prinzessin von Hessen-Kassel und Gräfin von Nassau-Saarbrücken
- 1571: Abbas I., Schah von Persien

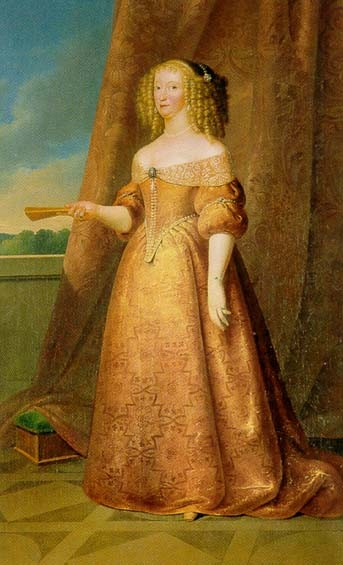
Anna Katharina Dorothea von Salm-Kyrburg (* 1614)

- 1614: Anna Katharina Dorothea von Salm-Kyrburg, Herzogin von Württemberg
- 1616: Christen Aagaard, dänischer Dichter
- 1657: Johann Heinrich von Berger, deutscher Jurist
- 1662: Richard Bentley, englischer klassischer Philologe und Textkritiker
- 1663: George Byng, 1. Viscount Torrington, britischer Admiral
- 1675: Erik Benzelius der Jüngere, schwedischer lutherischer Theologe und Erzbischof von Uppsala
- 1677: Justina Catharina Steffan von Cronstetten, Frankfurter Patrizierin und Stifterin
- 1687: Balthasar Neumann, deutscher Baumeister des Barock und Rokoko
- 1688: Augustin Simnacher, deutscher Orgelbauer
- 1692: Felizian Hegenauer, österreichischer Bildhauer
- 1703: Carl Gottfried Bastineller, preußischer Geheimer Oberrechnungsrat und Geheimer Kriegs- und Domänenrat
- 1717: Marianne Pirker, deutsche Kammersängerin und Sopranistin
- 1720: Samuel Foote, britischer Schauspieler und Dramatiker
- 1721: Adam Wassiljewitsch Olsufjew, russischer Aufklärer, Politiker, Schriftsteller und Mäzen
- 1723: Johann Andreas Cramer, deutscher Theologe und Dichter
- 1733: Joseph Adam von Arco, Weihbischof in Passau, Bischof von Königgrätz und Fürstbischof von Seckau
- 1736: Petrus Abresch, niederländischer reformierter Theologe
- 1736: John Brown, US-amerikanischer Politiker
- 1738: Robert Yates, US-amerikanischer Jurist und Politiker
- 1741: Hester Thrale, englische Autorin, Salonière und Kunstmäzenin
- 1748: Marie Anne George (Madame Du Titre), französische Hugenottin in Berlin
- 1749: Franz Karl Alter, deutscher Sprachwissenschaftler

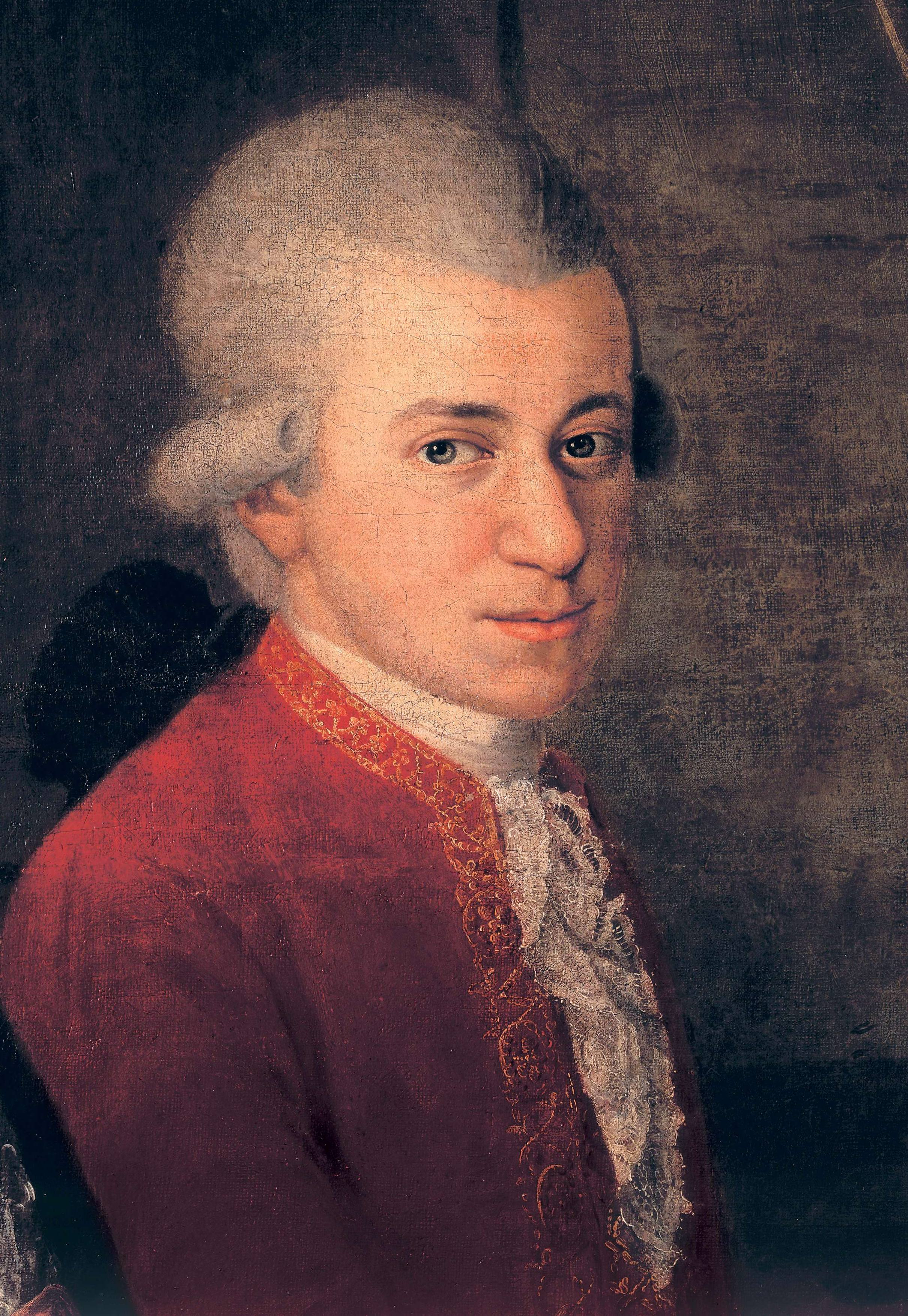
Wolfgang Amadeus Mozart (* 1756)

- 1756: Wolfgang Amadeus Mozart, Komponist der Wiener Klassik
- 1757: Gomes Freire de Andrade, portugiesischer General
- 1762: Karl Christian Daniel Baurschmidt, deutscher evangelischer Geistlicher und Pädagoge
- 1763: Gottfried Christoph Härtel, deutscher Musikverleger
- 1773: Augustus Frederick, britischer Prinz
- 1774: Antoine Monastier, französisch-schweizerischer evangelischer Geistlicher und Historiker
- 1775: Friedrich Wilhelm Joseph Schelling, deutscher Philosoph, Hauptvertreter des Deutschen Idealismus
- 1779: Franz Philipp Aull, deutscher Politiker
- 1789: Alexander von Dusch, badischer Minister
- 1790: William Davies Evans, britischer Schachspieler aus Wales
- 1790: Petro Hulak-Artemowskyj, ukrainischer Schriftsteller
- 1793: Johann Friedrich Schulze, deutscher Orgelbauer

### 19. Jahrhundert

#### 1801–1850

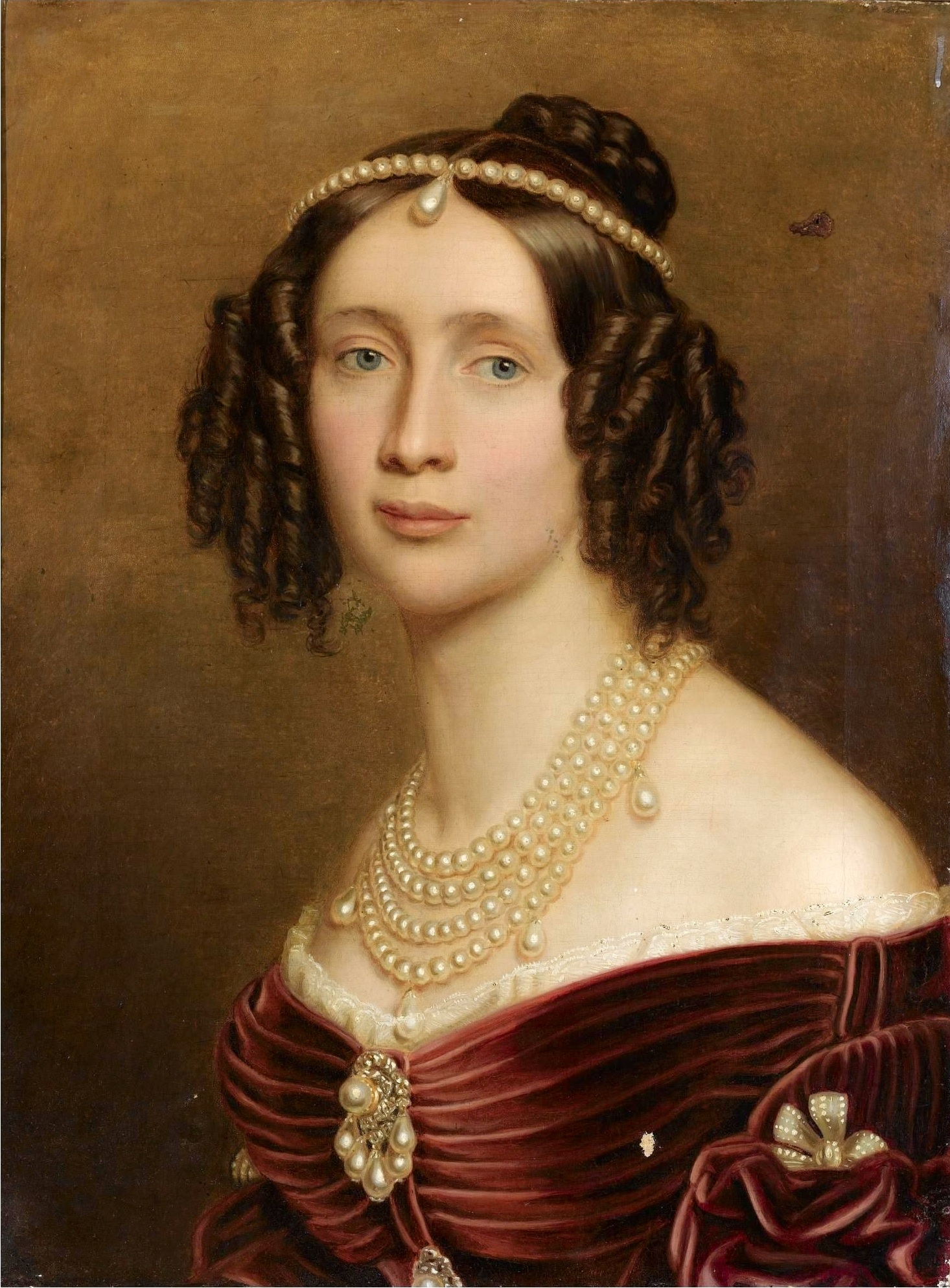
Maria Anna von Sachsen (* 1805)

- 1801: Henry Moule, britischer Pfarrer und Erfinder
- 1802: Arnold Duckwitz, deutscher Kaufmann und Politiker, Senator und Bürgermeister von Bremen, Reichsminister
- 1803: Carl Friedrich Deneke, deutscher Geheimer Kommerzienrat, Politiker und Industrieller
- 1805: Sophie Friederike von Bayern, bayerische Prinzessin, Erzherzogin von Österreich, Mutter Franz Josephs I.
- 1805: Maria Anna, Königin von Sachsen
- 1806: Juan Crisóstomo de Arriaga, spanischer Violinist und Komponist

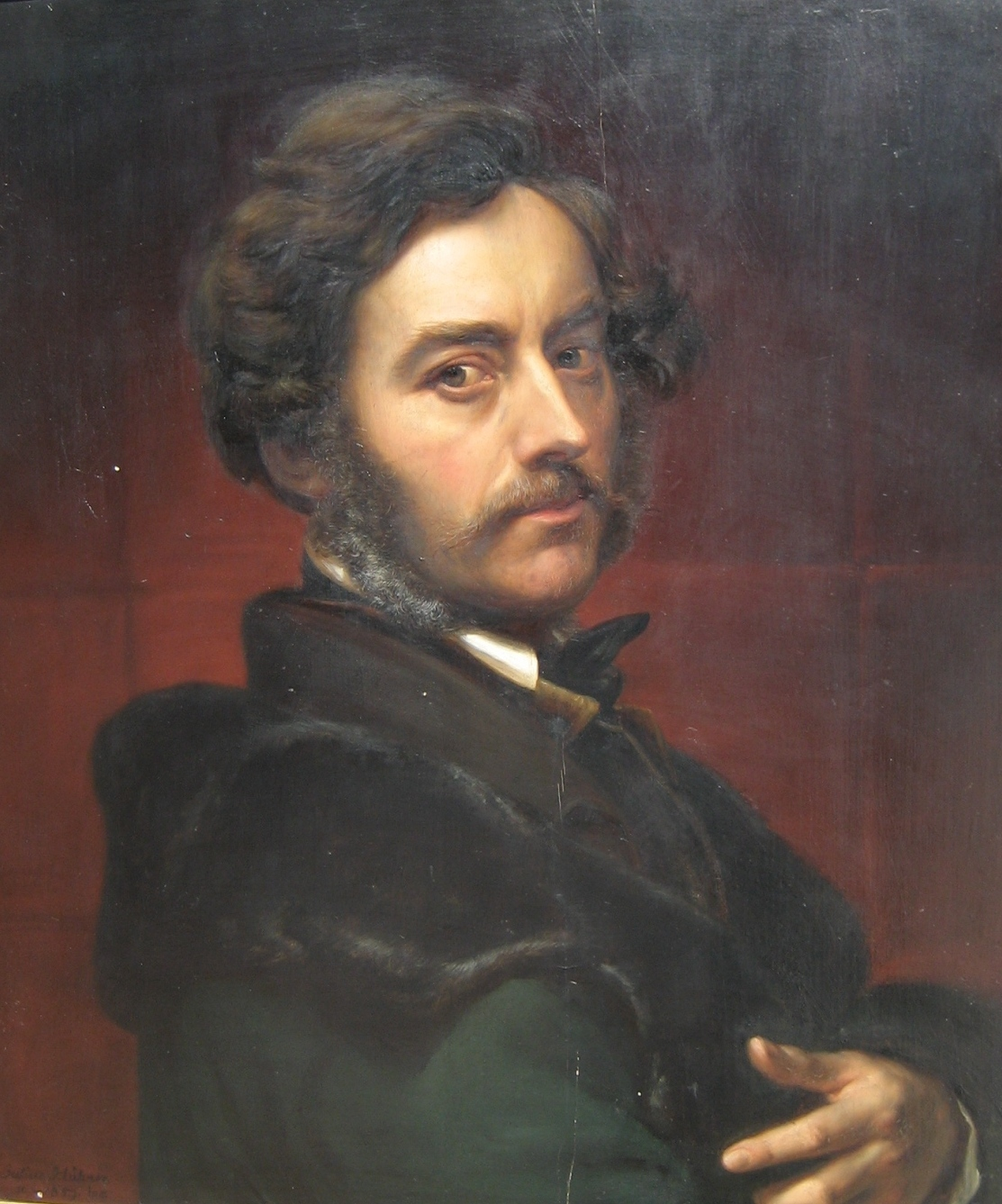
Julius Hübner (* 1806)

- 1806: Julius Hübner, deutscher Maler, Direktor der Dresdner Gemäldegalerie
- 1807: Ulrik Anton Motzfeldt, norwegischer Jurist und Politiker
- 1808: David Friedrich Strauß, deutscher Schriftsteller, Philosoph und Theologe
- 1809: Auguste Delacroix, französischer Maler
- 1811: João Crisóstomo de Abreu e Sousa, portugiesischer Politiker, Premierminister
- 1811: Ernst Dieffenbach, deutscher Mediziner und Geologe
- 1813: Heinrich von Friedberg, deutscher Jurist und Politiker, preußischer Justizminister
- 1814: Eugène Viollet-le-Duc, französischer Architekt und Kunsthistoriker
- 1815: Peter Joseph Ruppen, Schweizer Chronist des Kantons Wallis
- 1818: Richard Baltzer, deutscher Mathematiker
- 1822: Adam Trabert, deutscher Schriftsteller und Jurist
- 1822: Max Wirth, deutscher Nationalökonom
- 1823: Édouard Lalo, französischer Komponist
- 1824: Jozef Israëls, niederländischer Maler
- 1825: Balduin Möllhausen, deutscher Reisender und Schriftsteller
- 1826: Michail Jewgrafowitsch Saltykow-Schtschedrin, russischer Schriftsteller und Satiriker
- 1826: Richard Taylor, US-amerikanischer Politiker und Offizier, General der Konföderierten im Sezessionskrieg

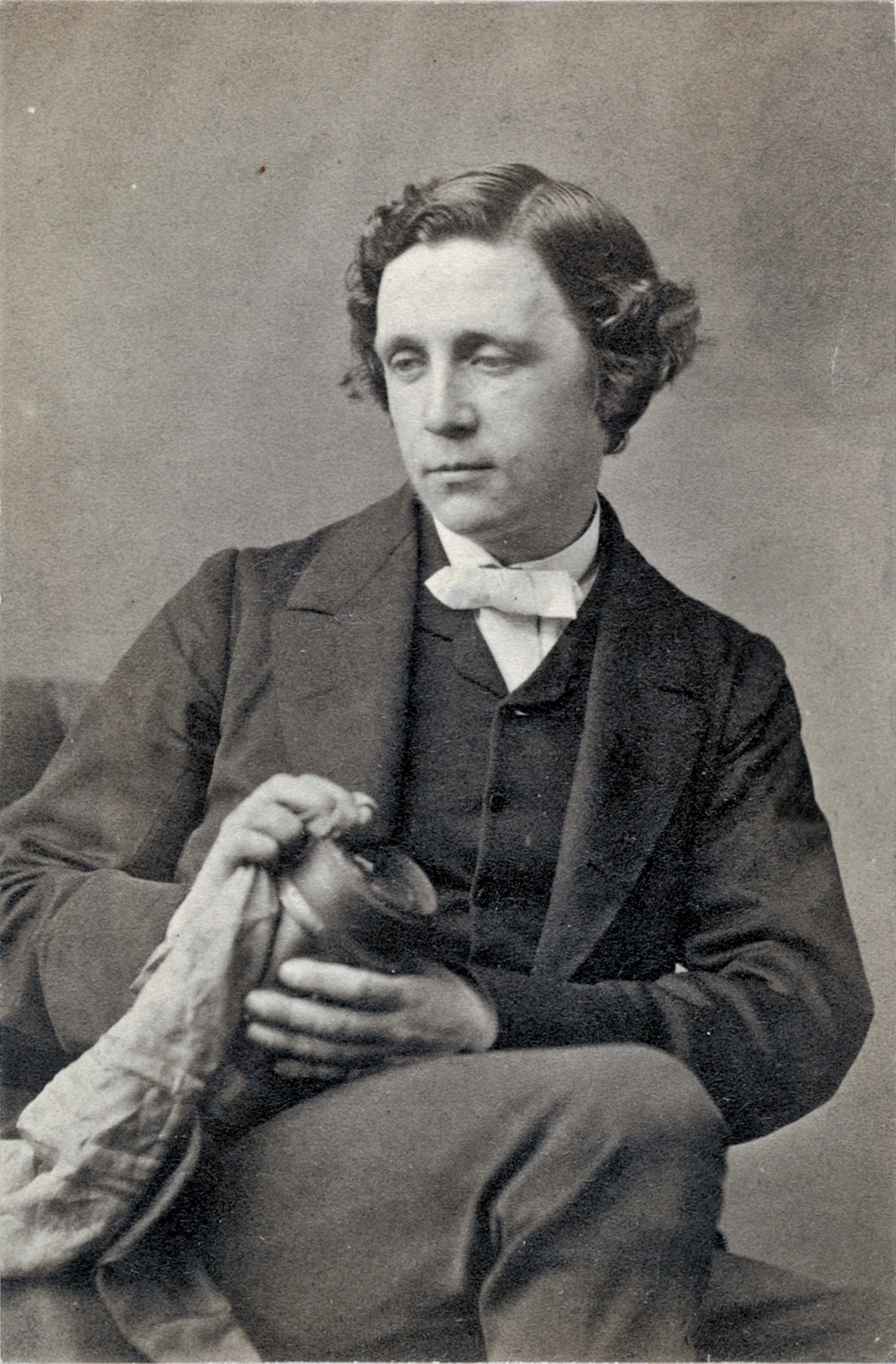
Lewis Carroll (* 1832)

- 1832: Lewis Carroll, britischer Schriftsteller (Alice im Wunderland), Mathematiker und Fotograf
- 1832: Arthur Hughes, britischer Illustrator und Maler
- 1835: Johannes Justus Rein, deutscher Geograph
- 1836: Leopold von Sacher-Masoch, österreichischer Schriftsteller
- 1837: Eduard von Hofmann, österreichischer Rechtsmediziner
- 1842ː Alix von Cotta, deutsche Lehrerin, Schulleiterin und Frauenrechtlerin
- 1844: Numa Droz, Schweizer Politiker, Bundesrat
- 1848: Jakob Baechtold, Schweizer Literaturwissenschaftler
- 1848: Tōgō Heihachirō, japanischer Admiral
- 1850: Marie Fillunger, österreichische Sängerin
- 1850: Samuel Gompers, US-amerikanischer Gewerkschaftsführer
- 1850: Edward John Smith, britischer Marineoffizier, Kapitän der Titanic

#### 1851–1900
- 1852: August von Borries, deutscher Ingenieur
- 1854: Emma Lutteroth, deutsche Malerin
- 1859: Émery Lavigne, kanadischer Pianist, Organist und Musikpädagoge

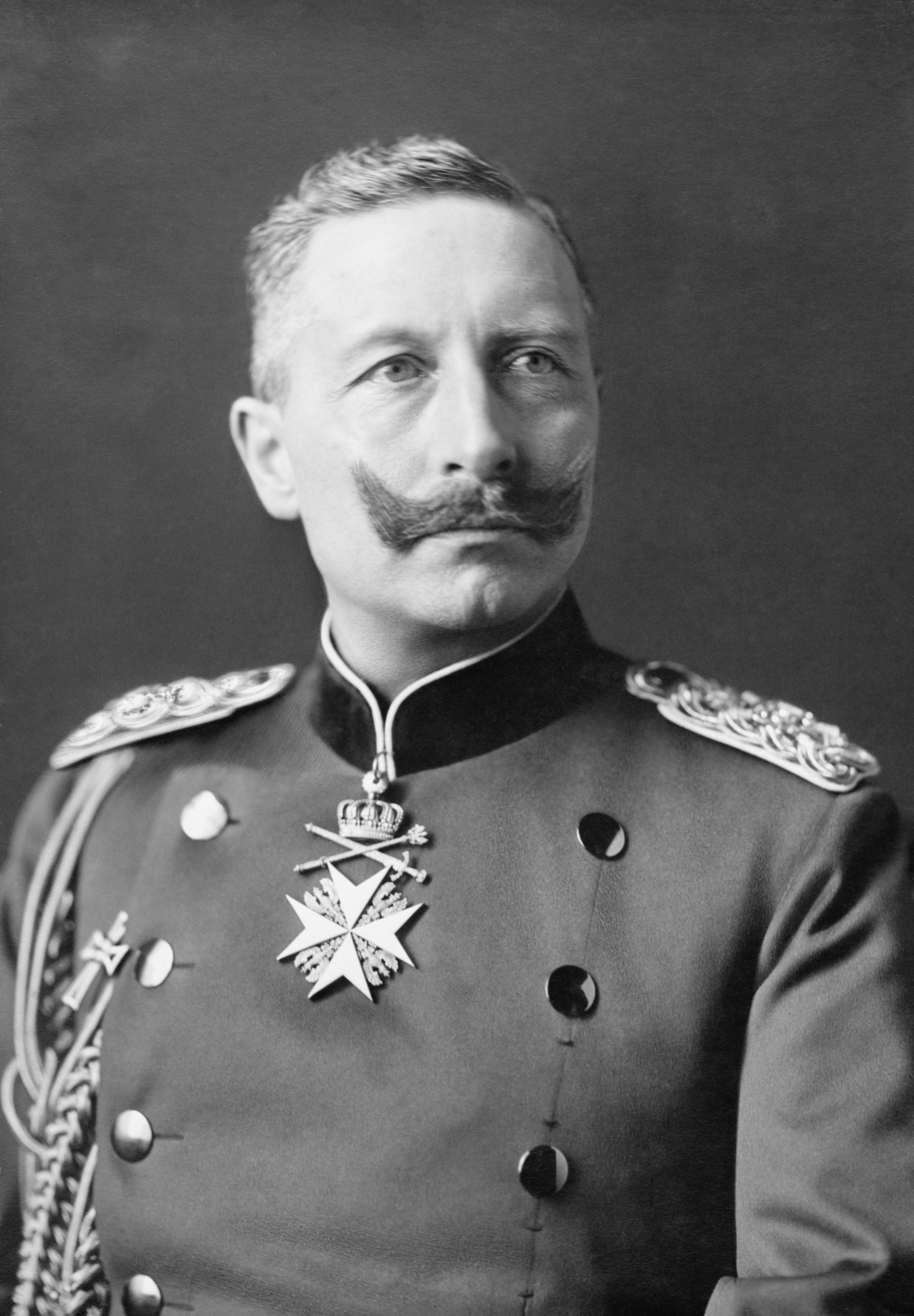
Wilhelm II. (* 1859)

- 1859: Wilhelm II., letzter Deutscher Kaiser und König von Preußen
- 1861: Jean-François-Charles Amet, französischer Vizeadmiral, Alliierter Hochkommissar in Konstantinopel
- 1861: Constantin Prezan, rumänischer General
- 1862: Peter Joseph Früh, deutscher Bierbrauer und Brauereibesitzer
- 1862: Charlotte Wedell, dänische Mathematikerin
- 1864: John Walter Gregory, britischer Geologe
- 1866: Heinrich Seufferheld, deutscher Zeichner, Maler und Radierer
- 1867: Wilhelm Aletter, deutscher Pianist, Violinist, Komponist, Verleger und Erfinder
- 1867: Katherine Mayo, US-amerikanische Journalistin und Schriftstellerin
- 1867: Claude Terrasse, französischer Operettenkomponist
- 1869: Will Marion Cook, US-amerikanischer Komponist
- 1870: Karl Arnsperger, deutscher Verwaltungsbeamter
- 1872: Lipót Aschner, ungarischer Industrieller
- 1876ː Helene Glaue, deutsche Pädagogin und Politikerin (DDP), MdL
- 1876: Philipp Stauff, deutscher Journalist und Schriftsteller
- 1876: Karl Stiegler, österreichischer Hornist und Professor
- 1877: Alfred Heuß, deutscher Musikwissenschaftler und -kritiker
- 1877: Eugène Renaud, französischer Automobilrennfahrer
- 1880: Arthur Warncke, deutscher Ruderer
- 1881: Rudolf Fischer, deutscher Chemiker und Unternehmer
- 1883: Bernhard Aschner, österreichischer Physiologe und Arzt
- 1883: Gottfried Feder, deutscher Ingenieur, Wirtschaftstheoretiker und Politiker, MdR
- 1883: Bok de Korver, niederländischer Fußballspieler
- 1883: Frantz Rosenberg, norwegischer Sportschütze
- 1884: Johannes Antonius James Barge, niederländischer Anatom
- 1884: Nikolaus Biwer, luxemburgischer römisch-katholischer Geistlicher, Komponist und Märtyrer
- 1885: Jerome Kern, US-amerikanischer Komponist
- 1885: Eduard Künneke, deutscher Operettenkomponist
- 1887: Carl Blegen, US-amerikanischer Archäologe
- 1887: Heinrich von Kralik, österreichischer Musikwissenschaftler und Musikschriftsteller
- 1888: Victor Moritz Goldschmidt, Schweizer Geochemiker
- 1888: Otto Schmidt-Hannover, deutscher Offizier und Politiker, MdR
- 1891: Wilhelm Morgner, deutscher Maler und Grafiker des Expressionismus

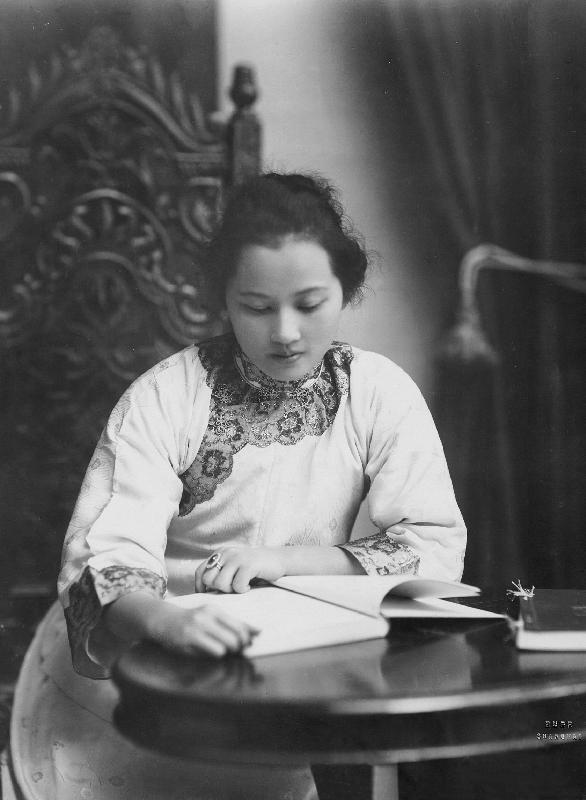
Song Qingling (* 1893)

- 1893: Song Qingling, chinesische Politikerin, Staatspräsidentin
- 1893: Marcel Tyberg, österreichischer Komponist
- 1894: Vicente T. Mendoza, mexikanischer Musikwissenschaftler und Folkloreforscher
- 1895: Adolf Augustus Berle, US-amerikanischer Jurist, Politiker und Hochschullehrer
- 1895: Harry Ruby, US-amerikanischer Drehbuchautor, Komponist und Texter
- 1897: Herman Carl Andersen, US-amerikanischer Politiker, Mitglied des Repräsentantenhauses
- 1898: Leonardo Aramesco, ungarischer Opernsänger (Tenor)
- 1899: Béla Guttmann, ungarischer Fußballspieler und -trainer
- 1899: Piet van Mever, niederländischer Komponist
- 1900: Jean Piaubert, französischer Maler
- 1900: Hyman Rickover, US-amerikanischer Admiral

### 20. Jahrhundert

#### 1901–1925
- 1901: Lilly Becher, deutsche Schriftstellerin und Publizistin

Willy Fritsch (* 1901)

- 1901: Willy Fritsch, deutscher Schauspieler
- 1902: Heinrich Lützeler, deutscher Philosoph, Kunsthistoriker und Literaturwissenschaftler
- 1902: Ginette Martenot, französische Pianistin, Ondes-Martenot-Spielerin und Musikpädagogin
- 1903: Felix-Eberhard von Cube, deutscher Komponist und Musikwissenschaftler
- 1903: John Carew Eccles, australischer Physiologe
- 1903: Howard P. Robertson, US-amerikanischer Mathematiker und Physiker
- 1905: Burhan Atak, türkischer Fußballspieler und -schiedsrichter
- 1905: Rasim Atala, türkischer Fußballtorhüter
- 1906: Matthias Auckenthaler, österreichischer Alpinist
- 1906: Karl Ludwig Gerok, deutscher Organist, Komponist und Autor
- 1906: Radamés Gnattali, brasilianischer Musiker und Komponist
- 1908: Trude Eipperle, deutsche Sopranistin

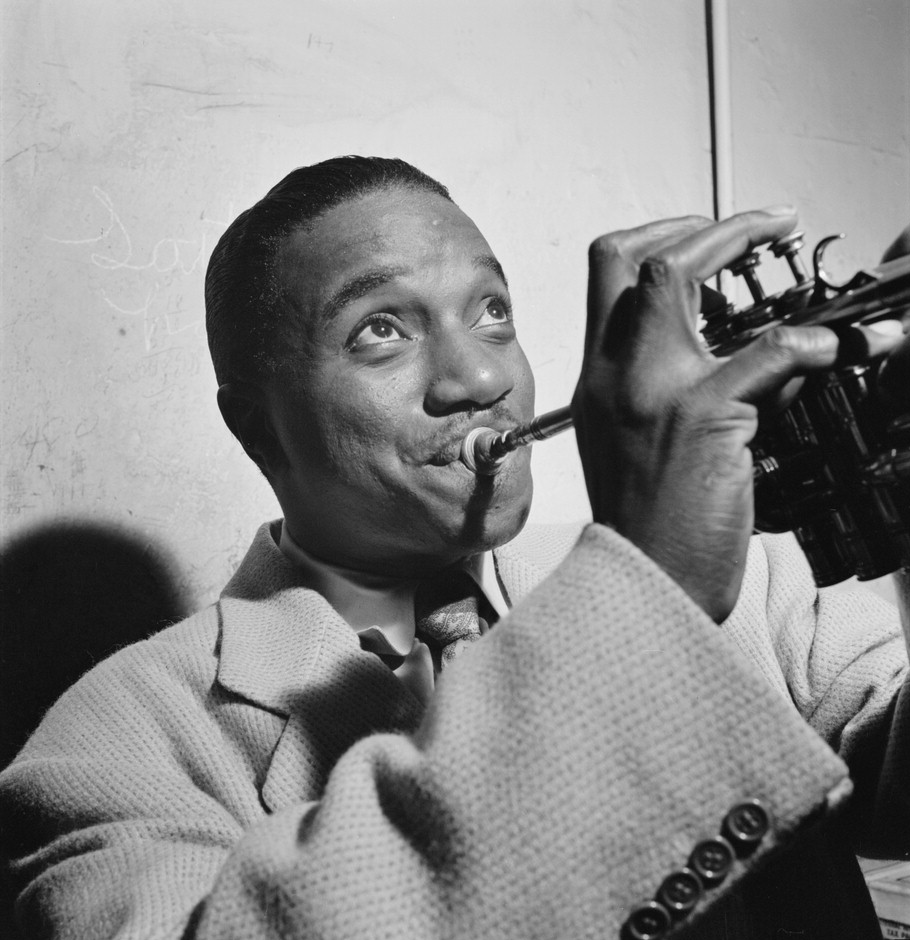
Hot Lips Page (* 1908)

- 1908: Hot Lips Page, US-amerikanischer Jazzmusiker
- 1910: Edvard Kardelj, jugoslawischer Politiker
- 1911: Alfons Dorfner, österreichischer Kanute
- 1911: Maria Wimmer, deutsche Schauspielerin
- 1912: Marc Daniels, US-amerikanischer Filmregisseur, Filmproduzent und Drehbuchautor
- 1913: Mary Frizzell, kanadische Leichtathletin
- 1913ː Ingeborg-Maria von Werthern, deutsche Äbtissin des Klosters Stift zum Heiligengrabe
- 1915: Ernst Schröder, deutscher Schauspieler
- 1915: Friedrich Türcke, deutscher Forstmann und Jagdwissenschaftler
- 1916: Helle Hirsch, deutscher Student und Widerstandskämpfer
- 1918: Thies Christophersen, deutscher Landwirt, Landwirtschaftlicher Sonderführer im KZ-Auschwitz, Holocaustleugner (Die Auschwitzlüge)
- 1918: Skitch Henderson, britisch-US-amerikanischer Pianist, Dirigent und Komponist
- 1918: Elmore James, US-amerikanischer Musiker
- 1918: Antonín Mrkos, tschechischer Astronom
- 1919: Alfred Leo Abramowicz, US-amerikanischer Bischof
- 1919: Ross Bagdasarian, US-amerikanischer Sänger und Songschreiber
- 1920: Vicente Bianchi, chilenischer Pianist, Komponist und Dirigent

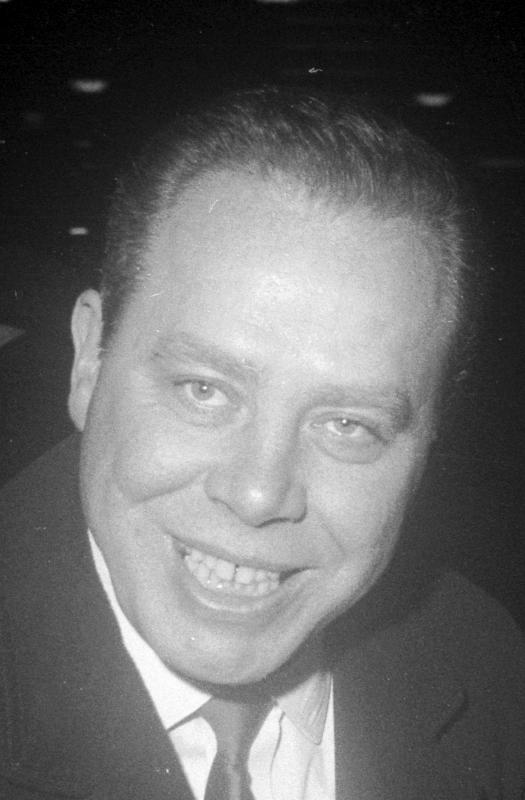
Helmut Zacharias (* 1920)

- 1920: Helmut Zacharias, deutscher Violinist
- 1921: Georges Mathieu, französischer Maler
- 1921: Kurt Meyer, deutscher Fußballspieler
- 1921: Donna Reed, US-amerikanische Schauspielerin
- 1923: Waldir Azevedo, brasilianischer Komponist und Cavaquinhospieler
- 1923: Roger Bourdin, französischer Flötist
- 1923: Wolf Donner, deutscher Autor und Entwicklungshelfer
- 1924: Rauf Denktaş, nordzyperiotischer Staatspräsident
- 1924: Sabu, indischer Schauspieler
- 1925: Sufi Abu Taleb, ägyptischer Politiker
- 1925: Juan Vitalio Acuña Núñez, kubanischer Revolutionär
- 1925: Manfred Caspari, deutscher Volkswirtschaftler

#### 1926–1950
- 1926: Heinz Aull, deutscher Politiker
- 1926: Ingrid Thulin, schwedische Schauspielerin
- 1927: Giovanni Arpino, italienischer Schriftsteller und Journalist
- 1927: Gianni De Luca, italienischer Comiczeichner
- 1927: Diether Ritzert, deutscher Maler und Graphiker
- 1927: Arnold Zellner, US-amerikanischer Ökonom
- 1928: Jean-Michel Damase, französischer Komponist

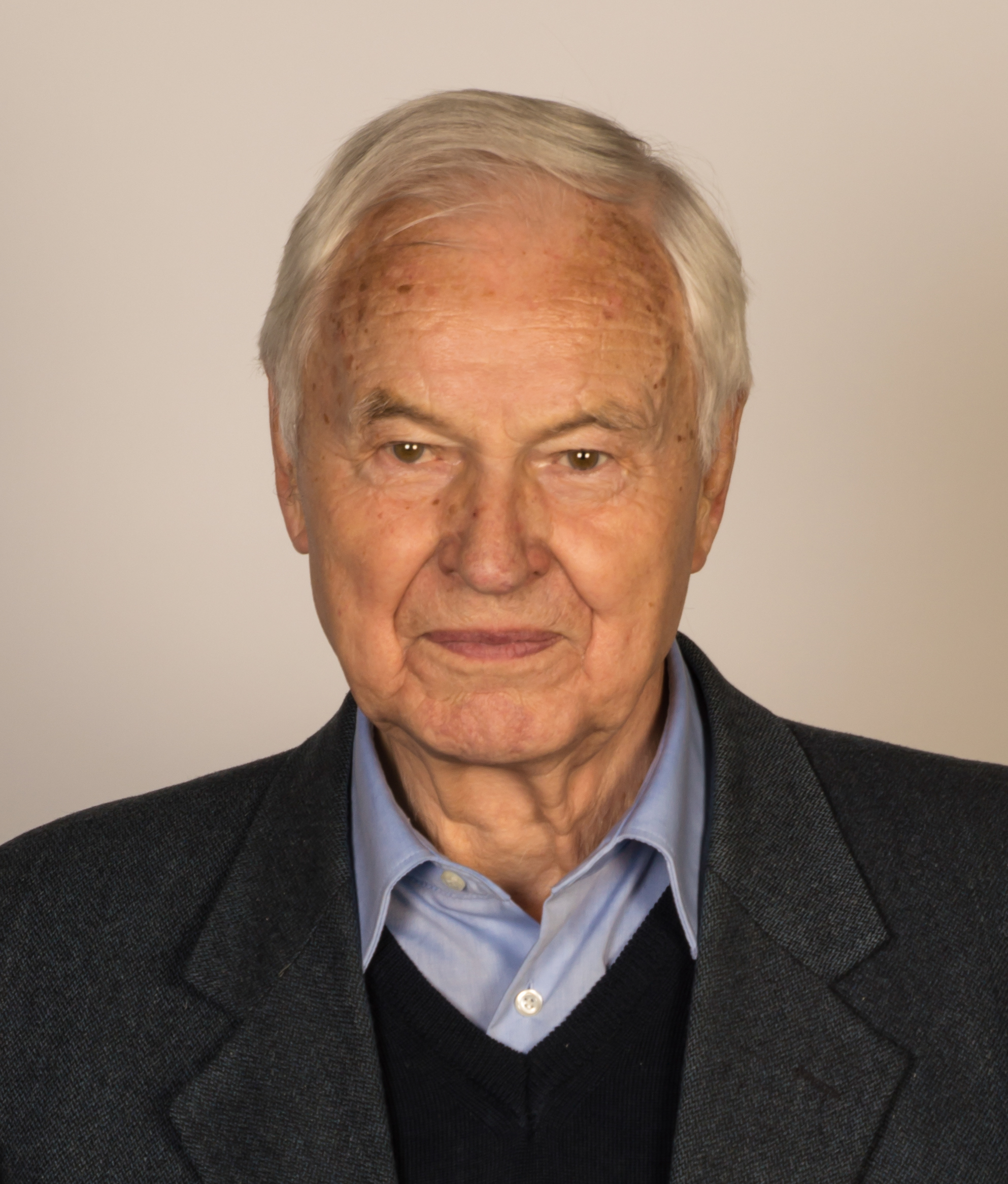
Hans Modrow (* 1928)

- 1928: Hans Modrow, deutscher Politiker, Regierungschef der DDR, MdB, MdEP
- 1929: Mohamed Al-Fayed, ägyptischer Unternehmer und Milliardär
- 1929: Hans Berliner, US-amerikanischer Schachspieler
- 1930: Takao Aeba, japanischer Literaturwissenschaftler
- 1930: Gerhart Hunger, deutscher Wirtschaftsprüfer und Politiker
- 1930: Aloysius Ambrozic, kanadischer Erzbischof von Toronto und Kardinal
- 1930: Bobby Bland, US-amerikanischer Musiker
- 1930: Fernando Gasparian, armenisch-brasilianischer Industrieller und Verleger
- 1931: Manfred Aregger, schweizerischer Politiker
- 1931: Mordecai Richler, kanadischer Schriftsteller
- 1932: Hans Rémond, Schweizer Maler
- 1932: Boris Anfijanowitsch Schachlin, ukrainischer Turner
- 1933: Brigitte Antonius, österreichische Schauspielerin
- 1934: Raymond Boudon, französischer Soziologe

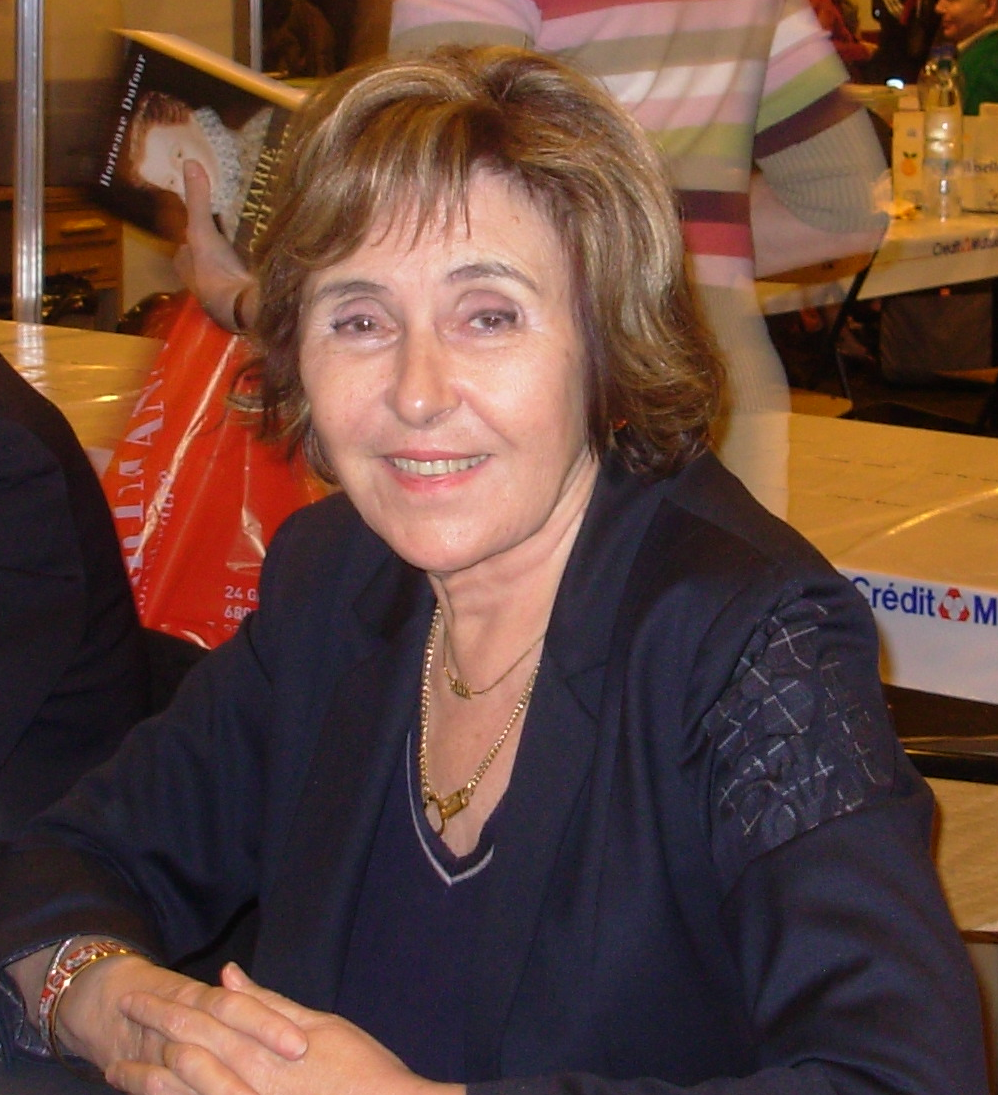
Édith Cresson (* 1934)

- 1934: Édith Cresson, französische Premierministerin, EU Kommissarin
- 1935: Gerhard Hamann, deutscher Cellist
- 1936: Wolfgang Böhmer, deutscher Mediziner und Politiker, MdL, Landesminister, Ministerpräsident von Sachsen-Anhalt
- 1936: Troy Donahue, US-amerikanischer Schauspieler
- 1936: Henri Grandsire, französischer Automobilrennfahrer und Schauspieler
- 1936: Manfred Molzberger, deutscher Leichtathlet
- 1936: Samuel Chao Chung Ting, US-amerikanischer Physiker
- 1937: Fred Åkerström, schwedischer Liedermacher und Sänger
- 1937: David Yallop, britischer Autor
- 1938: Mary Anne Witchger, US-amerikanische Schwimmerin
- 1939: Róbert Angelusz, ungarischer Soziologe und Hochschullehrer
- 1939: Tigran Mansurjan, armenischer Komponist
- 1940: Ahmet Kurtcebe Alptemoçin, türkischer Politiker und Außenminister der Türkei

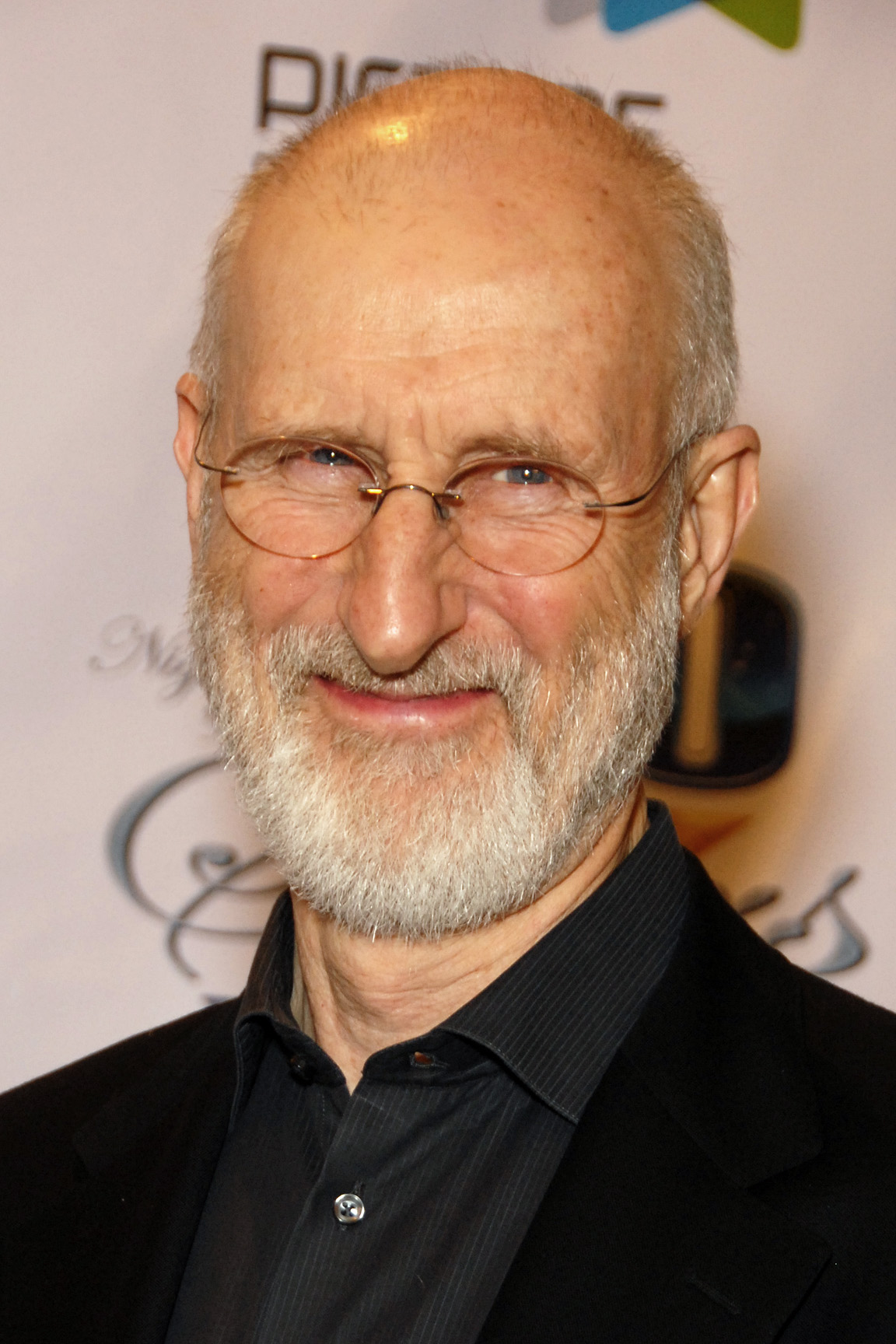
James Cromwell (* 1940)

- 1940: James Cromwell, US-amerikanischer Schauspieler
- 1940: Édika, französischer Comiczeichner
- 1940: Bernd Jentzsch, deutscher Lyriker und Erzähler, Übersetzer und Essayist
- 1940: Daniel Gray Quillen, US-amerikanischer Mathematiker
- 1941: Karl Diller, deutscher Politiker, MdL, MdB
- 1941: Bobby Hutcherson, US-amerikanischer Jazz-Vibraphonist, Xylophon- und Marimbaspieler
- 1941: Beatrice Tinsley, neuseeländische Astronomin und Kosmologin
- 1942: Maki Asakawa, japanische Sängerin, Songwriterin und Produzentin
- 1942: Petr Kotík, tschechischer Komponist
- 1942: Stewart Raffill, US-amerikanischer Filmregisseur und Drehbuchautor
- 1942: John Witherspoon, US-amerikanischer Schauspieler
- 1942: Steve Wynn, US-amerikanischer Multimillionär und Kasinobetreiber
- 1944: Peter Akinola, nigerianischer Primas der anglikanischen Church of Nigeria und Erzbischof
- 1944: Mairead Corrigan, nordirische Friedensaktivistin, Nobelpreisträgerin
- 1944: Kevin Coyne, britischer Rockmusiker, Maler und Autor
- 1944: Ulrich Dürr, deutscher Jurist
- 1944: Ina Martell, deutsche Sängerin
- 1944: Nick Mason, britischer Schlagzeuger (Pink Floyd)
- 1944: Beat Villiger, Schweizer Sportarzt
- 1945: Adam Krzemiński, polnischer Journalist und Publizist
- 1946: Andrija Hebrang, kroatischer Politiker und Mediziner
- 1946: Jürg Löw, Schweizer Schauspieler und Sprecher
- 1946: Lech Raczak, polnischer Schauspieler, Regisseur und Theaterwissenschaftler
- 1946: Dirk Wippermann, deutscher Diskuswerfer
- 1947: Heinz Bonn, deutscher Fußballspieler

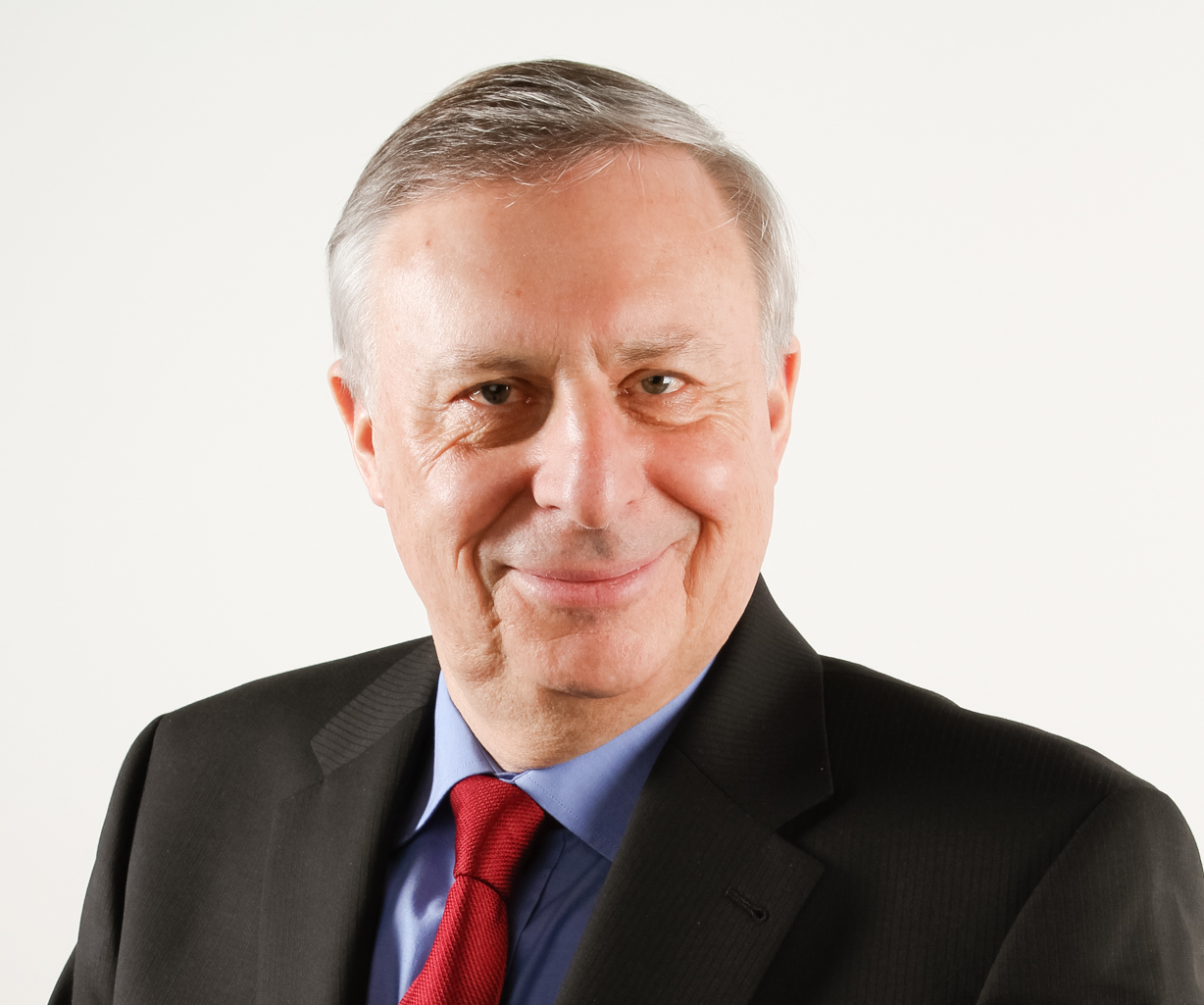
Andre Reuter (* 1947)

- 1947: André Reuter, Luxemburger Wissenschaftler und Hochschulrektor
- 1948: Mikhail Baryshnikov, US-amerikanischer Balletttänzer, Choreograph und Schauspieler
- 1948: Valeri Brainin, russisch-deutscher Musikfunktionär, Musikpädagoge und Musiktheoretiker
- 1949: Per Røntved, dänischer Fußballspieler
- 1950: Ulrich Deppendorf, deutscher Journalist und Fernsehmoderator
- 1950: Günter Gloser, deutscher Politiker, MdB
- 1950: Pedro Juan Gutiérrez, kubanischer Schriftsteller, Maler, Bildhauer, Dichter und Journalist

#### 1951–1975
- 1951: Roland Borer, Schweizer Politiker
- 1951: Anders Dahl-Nielsen, dänischer Handballspieler, -trainer und -funktionär
- 1951: Brian Downey, irischer Rockmusiker
- 1951: Nancy Galbraith, US-amerikanische Komponistin, Organistin und Musikpädagogin
- 1952: Billy Johnson, US-amerikanischer American-Football-Spieler
- 1952: Calogero La Piana, italienischer römisch-katholischer Erzbischof
- 1952: Christine Riedtmann, Schweizer Mathematikerin
- 1953: Shizuo Akira, japanischer Immunologe
- 1953: Frank Joseph Augustyn, kanadischer Balletttänzer
- 1953: Raymond Deane, irischer Komponist
- 1953: Celso Machado, brasilianischer Gitarrist und Komponist
- 1953: Bob Mintzer, US-amerikanischer Klarinettist und Saxophonist
- 1955: Pheeroan akLaff, US-amerikanischer Jazzschlagzeuger
- 1955: Martin Jehne, deutscher Althistoriker

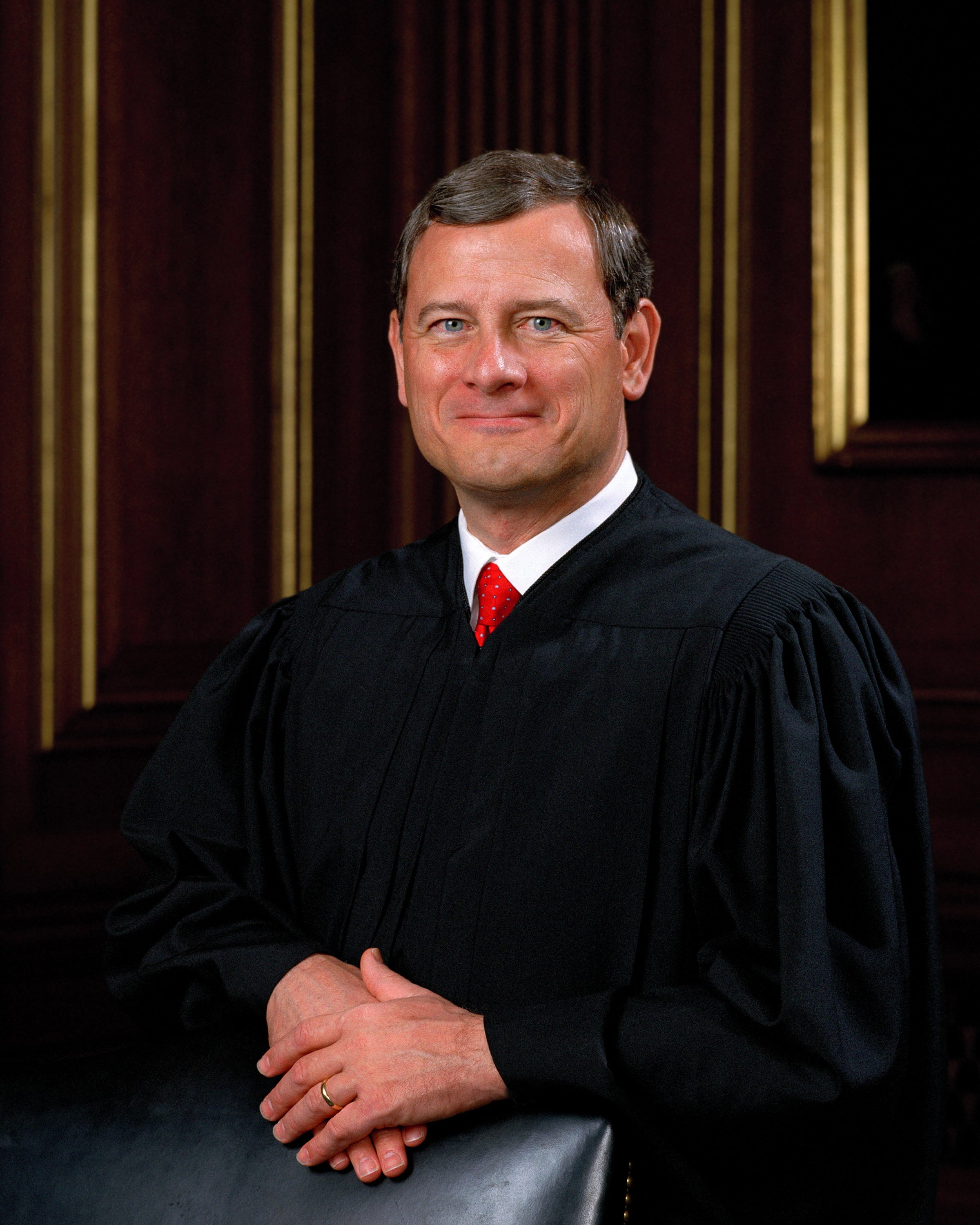
John Roberts (* 1955)

- 1955: John Roberts, US-amerikanischer Jurist und Richter, Chief Justice of the United States
- 1955: Peter Urie, deutscher Bischof in Kasachstan
- 1956: Gerhard Hanke, deutscher Politiker
- 1956: Sean O’Keefe, US-amerikanischer Leiter der NASA
- 1956: Mimi Rogers, US-amerikanische Schauspielerin
- 1957: Janick Gers, britischer Musiker
- 1957: Klaus Heuser, deutscher Musiker (BAP)
- 1957: Ludwig H. Hildebrandt, deutscher Geologe und Heimatforscher
- 1957: Frank Miller, US-amerikanischer Comicautor
- 1958: Mohammed Ali Abtahi, persischer Geistlicher und Politiker
- 1958: Nora von Collande, deutsche Schauspielerin
- 1958: Jethro D. Gründer, deutscher Theaterregisseur
- 1958: Susanna Thompson, US-amerikanische Schauspielerin
- 1959: Jörg Becker, deutscher Wirtschaftsinformatiker
- 1959: Göran Hägglund, schwedischer Politiker
- 1960: Manfred Born, deutscher Jurist
- 1960: Samia Suluhu Hassan, Präsidentin Tansanias

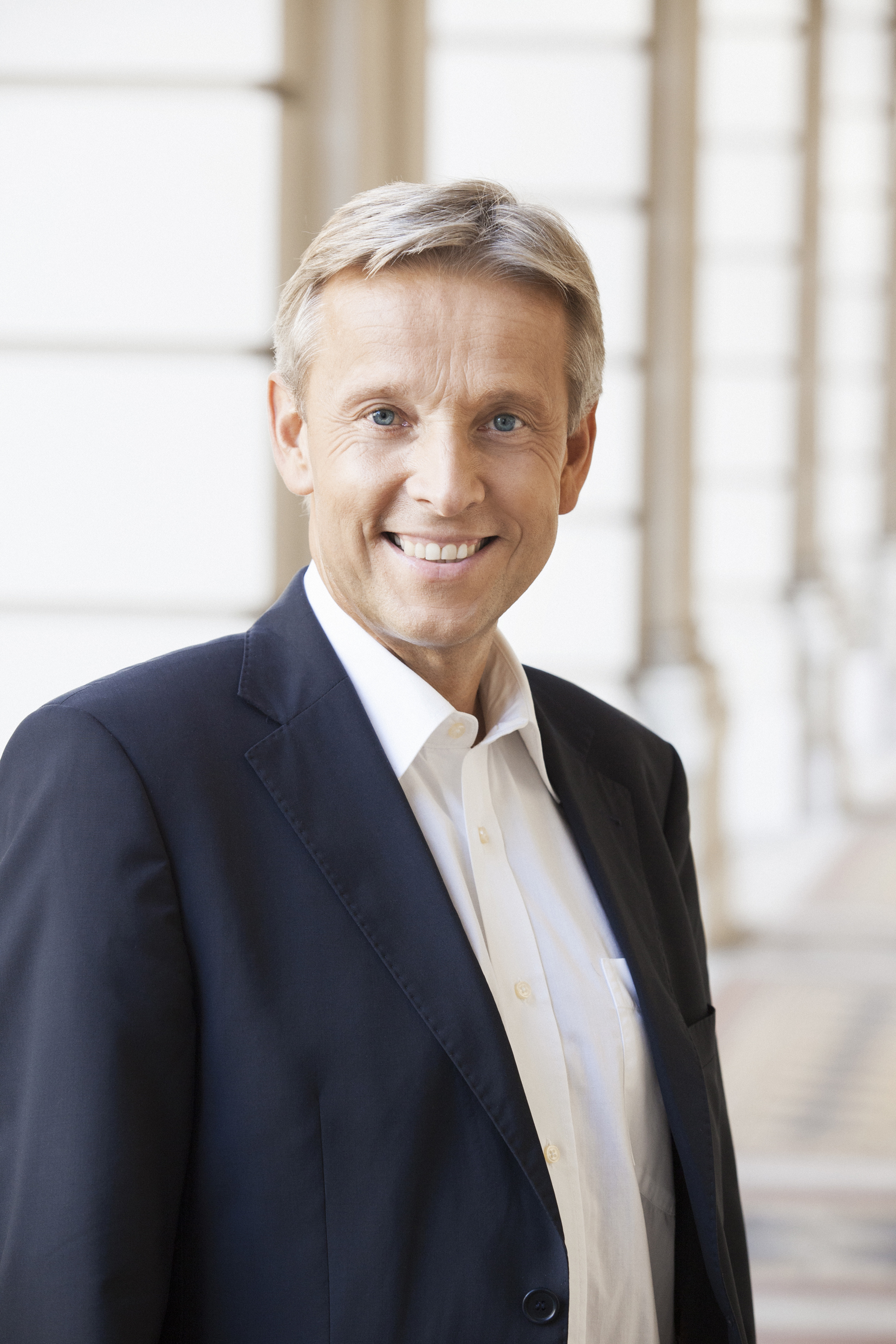
Reinhold Lopatka (* 1960)

- 1960: Reinhold Lopatka, österreichischer Staatssekretär
- 1960: Hartmut Schubert, deutscher Politiker
- 1961: Gillian Gilbert, britische Musikerin
- 1961: Dean Steinkuhler, US-amerikanischer American-Football-Spieler
- 1962: Roland Bialek, Schweizer Politiker
- 1963: Luigi Ambrosio, italienischer Mathematiker
- 1964: Bridget Fonda, US-amerikanische Schauspielerin
- 1964: Karen Stemmle, kanadische Skirennläuferin
- 1964: Inga Thompson, US-amerikanische Radrennfahrerin
- 1965: Petra Berndt, deutsche Schauspielerin
- 1965: Alan Cumming, britisch-US-amerikanischer Schauspieler und Regisseur
- 1966: Ursula Waßer, deutsche Juristin und Richterin am Bundessozialgericht
- 1967: Susan Aglukark, kanadische Singer-Songwriterin
- 1967: Michael Ebling, deutscher Kommunalpolitiker
- 1968: Tracy Lawrence, US-amerikanischer Country-Sänger
- 1968: Mike Patton, US-amerikanischer Sänger und Songwriter
- 1968: Matt Stover, US-amerikanischer American-Football-Spieler

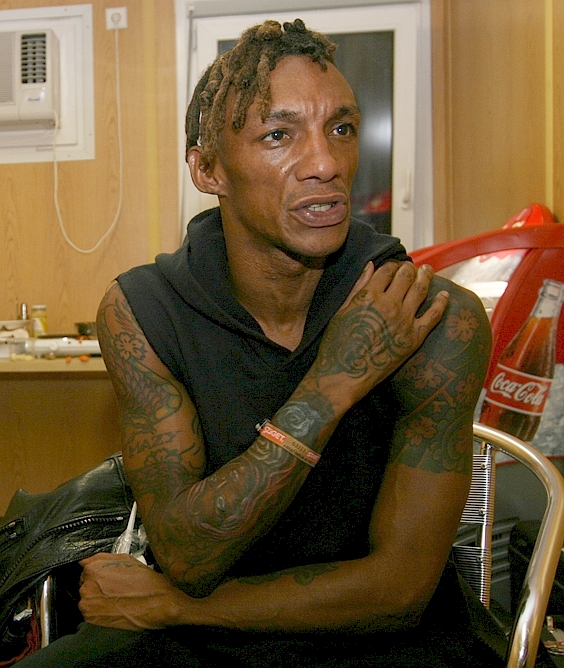
Tricky (* 1968)

- 1968: Tricky, britischer Rapper und Musiker
- 1969: Éliette Abécassis, französische Schriftstellerin
- 1969: Marc Forster, deutsch-schweizerischer Filmregisseur und Drehbuchautor
- 1969: Patton Oswalt, US-amerikanischer Schauspieler
- 1970: Natsumi Andō, japanische Manga-Zeichnerin
- 1970: Fabian Harloff, deutscher Schauspieler
- 1970: Emmanuel Pahud, Schweizer Flötist
- 1971: Walter Erlbruch, deutscher Minigolfspieler
- 1971: Rolando Uríos, kubanisch-spanischer Handballspieler
- 1972: Mirjam Ott, Schweizer Curlerin
- 1972: Mark Owen, britischer Sänger
- 1972: Tobias Steinhauser, deutscher Radrennfahrer
- 1973: Daniel Amor, Schweizer Autor
- 1973: Bert Füssenich, deutscher Jurist
- 1973: José Luis Rubiera, spanischer Radsportler
- 1974: Ole Einar Bjørndalen, norwegischer Biathlet, Olympiasieger
- 1974: Diana Herold, deutsches Model, Darstellerin und Fernsehmoderatorin
- 1974: Andrei Pavel, rumänischer Tennisspieler
- 1975: Mitra Farahani, iranische Filmemacherin und Künstlerin
- 1975: Benjamin von Stuckrad-Barre, deutscher Schriftsteller
- 1975: Nadine Wrietz, deutsche Schauspielerin

#### 1976–2000
- 1976: Chris Gauthier, kanadischer Schauspieler
- 1976: Erik Haffner, deutscher Regisseur
- 1976: Ahn Jung-hwan, südkoreanischer Fußballspieler
- 1976: Jorres Risse, deutscher Schauspieler
- 1976: Karin Roten, Schweizer Skirennläuferin
- 1977: Isabelle Joschke, deutsch-französische Segelsportlerin
- 1977: Luke Tomlinson, britischer Polospieler
- 1978: Jana Adámková, tschechische Fußballspielerin
- 1978: Robert Förster, deutscher Radrennfahrer

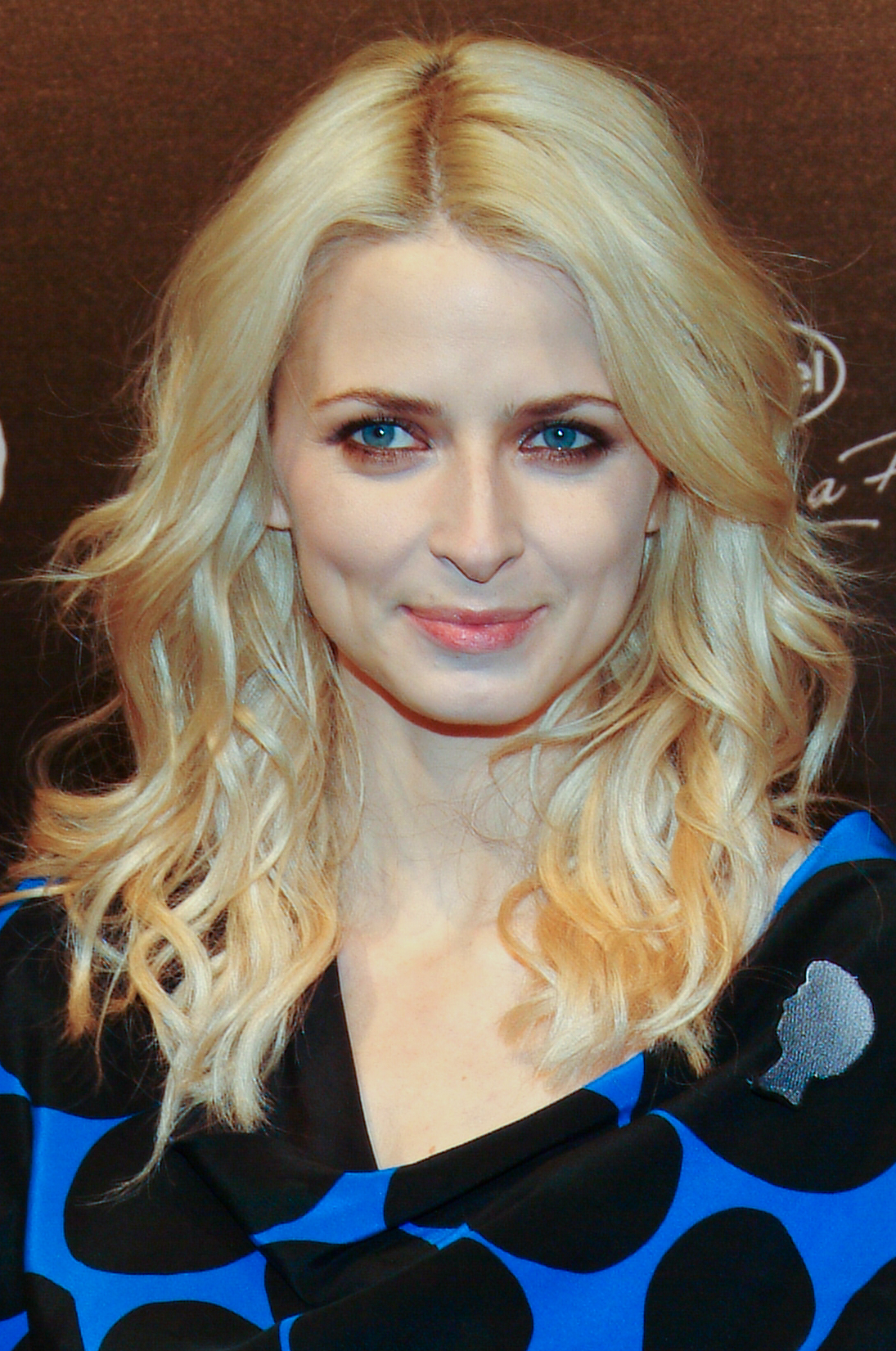
Eva Padberg (* 1980)

- 1980: Eva Padberg, deutsches Fotomodell und Mannequin
- 1980: Marat Michailowitsch Safin, russischer Tennisspieler
- 1981: Alicia Molik, australische Tennisspielerin
- 1982: Eva Asderaki, griechische Tennisschiedsrichterin
- 1983: Deon Anderson, US-amerikanischer American-Football-Spieler
- 1984: Monique Angermüller, deutsche Eisschnellläuferin
- 1985: Rúben Amorim, portugiesischer Fußballspieler
- 1985: Danleigh Borman, südafrikanischer Fußballspieler
- 1987: Andrea Consigli, italienischer Fußballspieler
- 1987: Denis Borissowitsch Gluschakow, russischer Fußballspieler
- 1987: Michael Marrone, australischer Fußballspieler
- 1987: Jamel Saihi, tunesischer Fußballspieler
- 1988: Romina Holz, deutsche Fußballspielerin
- 1988: Michal Kopčo, slowakischer Handballspieler
- 1988: Raphaela Piehler, deutsche Schwimmerin
- 1988: Alexandra Purvis, kanadische Schauspielerin
- 1989: Jun Jung-lin, südkoreanischer Bobfahrer
- 1989: Florian Jungwirth, deutscher Fußballspieler
- 1989: Ricky van Wolfswinkel, niederländischer Fußballspieler

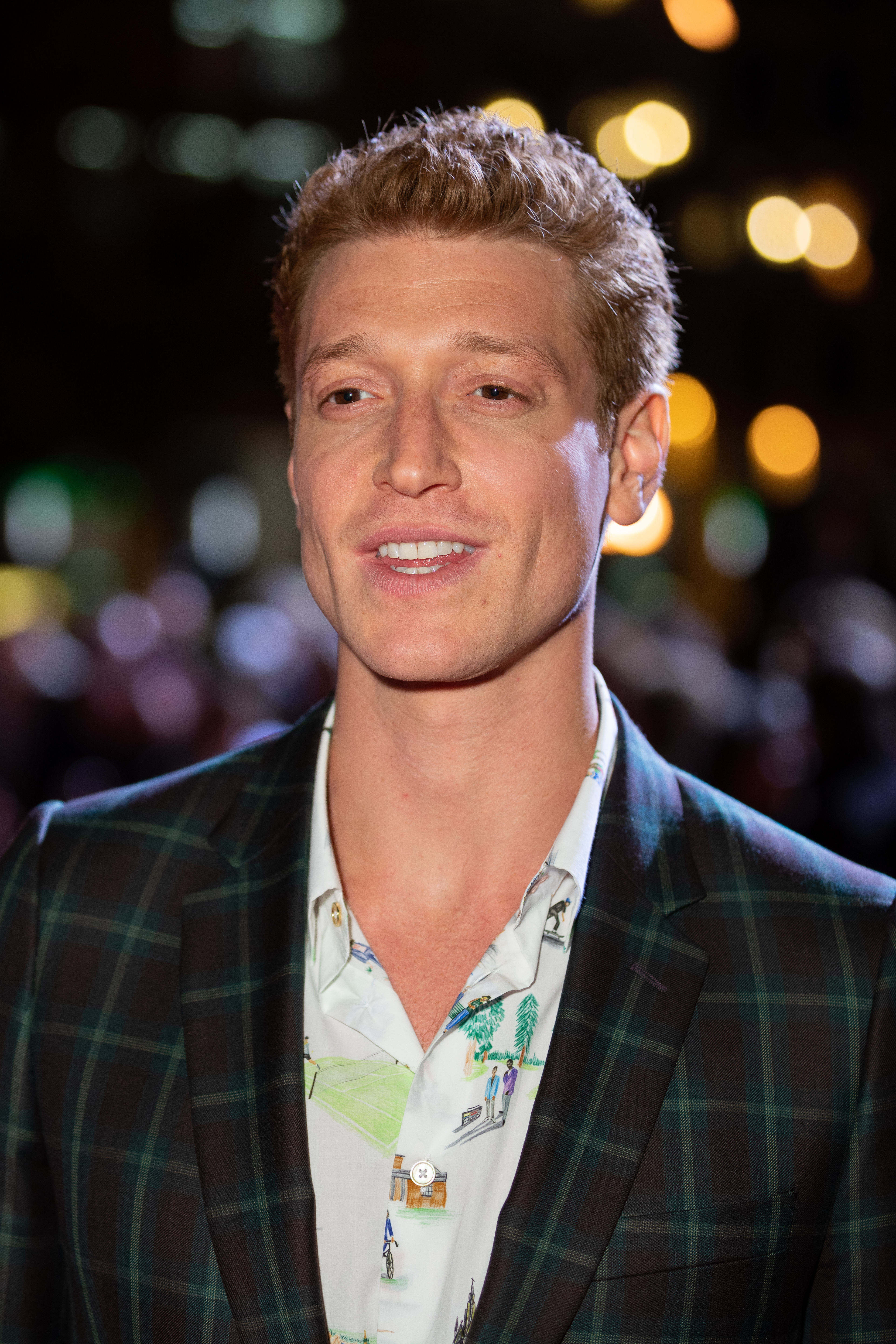
Daniel Donskoy (* 1990)

- 1990: Daniel Donskoy, deutscher Schauspieler, Regisseur, Theaterproduzent und Musiker
- 1990: Christoph Moritz, deutscher Fußballspieler
- 1991: Christian Bickel, deutscher Fußballspieler
- 1991: Aleksandar Ignjovski, serbischer Fußballspieler
- 1991: Markus Pommer, deutscher Rennfahrer
- 1991: Amber Yobech, palauische Schwimmerin
- 1992: Tio Ellinas, zypriotischer Automobilrennfahrer
- 1992: Vivienne Puttins, deutsche Schauspielerin
- 1994: Rani Khedira, deutsch-tunesischer Fußballspieler
- 1994: Alex Riberas, spanischer Autorennfahrer
- 1994: Jack Stephens, englischer Fußballspieler
- 1994: Liliane Zillner, österreichische Schauspielerin
- 1995: Sascha Hellinger, deutscher Webvideoproduzent und Streamer
- 1996: Ultimo, italienischer Sänger
- 1996: Istok Rodeš, kroatischer Skirennläufer
- 1997: Lukas Mühl, deutscher Fußballspieler
- 1998: Miguel Heidemann, deutscher Radrennfahrer
- 1998: Roman Kašiar, tschechischer Fußballspieler
- 1998: Henning Sjökvist, schwedischer Biathlet
- 1999: Eva Brockmann, deutsche Weinkönigin
- 2000: Marte Monsen, norwegische Skirennläuferin

### 21. Jahrhundert
- 2001: Anton Ivarsson, schwedischer Biathlet
- 2002: Scott McGill, schottischer Fußballspieler
- 2003: Mina-Giselle Rüffer, deutsche Schauspielerin

## Gestorben

### Vor dem 19. Jahrhundert
- 0098: Nerva, römischer Kaiser
- 0457: Markian, oströmischer Kaiser
- 0672: Vitalian, Papst
- 0847: Sergius II., Papst
- 0857: Ziryab, Sänger, Oud-Spieler, Komponist und Dichter
- 0874: Hasan al-ʿAskarī, elfter Imam nach dem schiitisch, imamitischen Glauben
- 0894: Agiulf, Bischof von Halberstadt
- 0931: Ruotger, Erzbischof von Trier
- 1029: Unwan, Erzbischof von Hamburg-Bremen
- 1030: Adalbero von Laon, Bischof von Laon
- 1045: Alruna von Cham, deutsche Benediktinerin und Selige
- 1116: Wiprecht III., Graf von Groitzsch
- 1245: Ralph of Maidstone, Bischof von Hereford
- 1311: Külüq Khan, Kaiser der mongolischen Yuan-Dynastie in China
- 1318: Konrad I. Zobel, Abt des Benediktinerklosters in Münsterschwarzach
- 1398: Gerhard III., Bischof von Minden
- 1490: Ashikaga Yoshimasa, japanischer Shōgun
- 1501: Thomas Langton, englischer Bischof
- 1504: Ludwig II., Markgraf von Saluzzo
- 1509: Johann I., Pfalzgraf und Herzog von Simmern
- 1510: Thomas Brandon, englischer Höfling und Diplomat
- 1540: Angela Merici, italienische Gründerin des Ursulinenordens
- 1544: Erasmus von Manteuffel-Arnhausen, Bischof von Cammin
- 1547: Anna Jagiello, römisch-deutsche Königin sowie Königin von Böhmen und Ungarn
- 1586: Oswald III. von dem Bergh, Offizier in generalstaatischen und spanischen Diensten während des Achtzigjährigen Krieges
- 1613: Anna, Herzogin von Sachsen-Coburg
- 1615: Imagawa Ujizane, japanischer Daimyō und General
- 1625: Adrianus Valerius, niederländischer Dichter und Sammler von Geusenliedern
- 1627: Cäcilie Wasa, schwedische Prinzessin und Markgräfin von Baden-Rodemachern
- 1629: Hieronymus Praetorius, deutscher Organist und Komponist
- 1642: Theodor Varmeier, deutscher Jurist
- 1649: Klaus von Sehested, dänischer Hofbeamter und Politiker
- 1651: Abraham Bloemaert, niederländischer Maler
- 1654: Mathias Lorentisch, italienischer Steinmetzmeister und Bildhauer
- 1669: Gaspar de Crayer, flämischer Maler

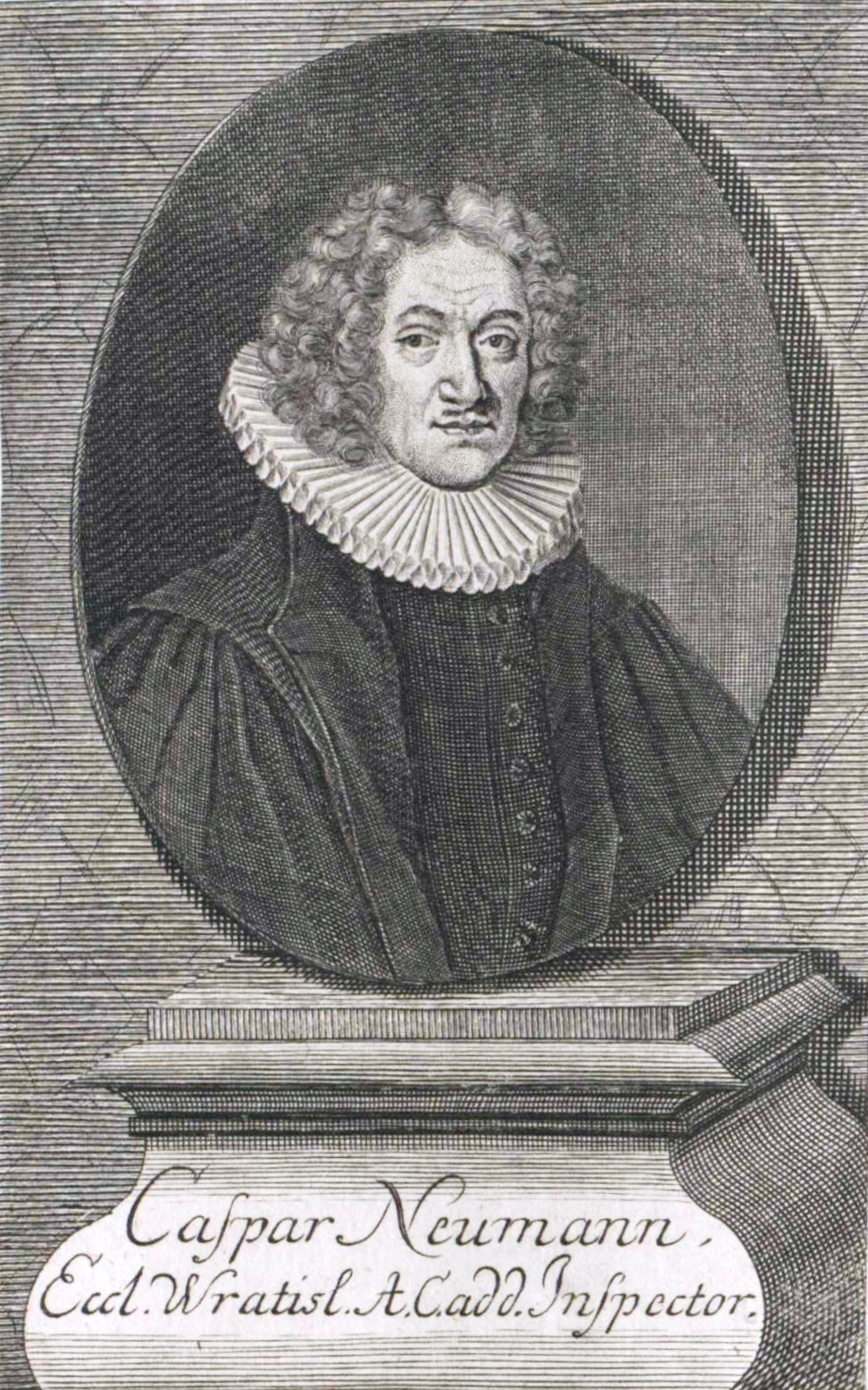
Caspar Neumann († 1715)

- 1715: Caspar Neumann, deutscher evangelischer Pfarrer, Kircheninspektor und Kirchenlieddichter, Vertreter der Politischen Arithmetik und Wegbereiter der Bevölkerungsstatistik
- 1720: Marie Eleonore von Hessen-Rotenburg, Herzogin von Pfalz-Sulzbach
- 1728: François Duval, französischer Violinist und Komponist
- 1731: Bartolomeo Cristofori, italienischer Musikinstrumentenbauer, Erfinder des Hammerklaviers
- 1740: Louis IV. Henri de Bourbon, Fürst von Condé
- 1742: Giovanni Venceslao Piccolomini, Herzog von Amalfi, Reichsfürst und Grundherr der Herrschaft Nachod
- 1743: Pietro Maria Pieri, italienischer Kardinal
- 1747: Gottlieb Siegmund Corvinus, deutscher Dichter und Jurist
- 1750: Iwan Jurjewitsch Trubezkoi, russischer Feldmarschall
- 1755: Sámal Pætursson Lamhauge, Løgmaður der Färöer
- 1759: Senesino, italienischer Kastrat und Opernsänger
- 1763: Anton Ulrich, Herzog von Sachsen-Meiningen
- 1763: Johann Theodor von Bayern, Bischof von Regensburg, Freising und Lüttich
- 1764: Petru Pavel Aron, rumänisch-griechisch-katholischer Ordenspriester und Bischof von Făgăraș
- 1769: Matthias Amoor, niederländischer Orgelbauer in Groningen
- 1776ː Katharina Agricola, deutsche Haushälterin und Opfer der Justiz
- 1770: Johann Karl Philipp Graf Cobenzl, österreichischer Politiker
- 1777: Hubert de Brienne, Comte de Conflans, Marschall von Frankreich
- 1786: Hans Joachim von Zieten, preußischer Reitergeneral, enger Vertrauter König Friedrichs des Großen
- 1788: William Tryon, britischer Gouverneur der Kolonie Carolina und der Provinz New York
- 1796: Karl von Amadei, kaiserlicher General

### 19. Jahrhundert
- 1802: Johann Rudolf Zumsteeg, deutscher Komponist und Kapellmeister
- 1814: Philip Astley, Begründer des modernen Zirkus
- 1816: Samuel Hood, 1. Viscount Hood, britischer Admiral
- 1825: August Ferdinand Ludwig Dörffurt, deutscher Apotheker und Kommunalpolitiker
- 1836: Rudolf Kinsky von Wchinitz und Tettau, böhmischer Adliger
- 1838: Wilhelm von Alvensleben, Domherr in Halberstadt, Eigentümer von mehreren Schlösser und einer der größten Grundbesitzer im sächsischen Raum
- 1840: Isaac Chauncey, US-amerikanischer Marineoffizier
- 1840: Ernst Ludwig Riepenhausen, deutscher Kupferstecher
- 1842: Adolph von Vagedes, deutscher Architekt und Dichter
- 1844: Cäcilie von Schweden, Prinzessin von Schweden
- 1844: Charles Nodier, französischer Schriftsteller
- 1849: Julius August Ludwig Wegscheider, deutscher protestantischer Theologe, Dogmatiker des Theologischen Rationalismus
- 1850: Johann Gottfried Schadow, preußischer Bildhauer und Grafiker

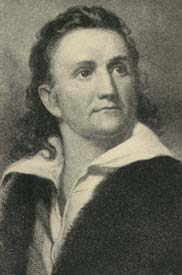
John James Audubon († 1851)

- 1851: John James Audubon, US-amerikanischer Ornithologe
- 1851: Cornelius P. Comegys, US-amerikanischer Politiker
- 1852: Paavo Ruotsalainen, finnischer Erweckungsprediger
- 1855: Heinrich Simon Lindemann, deutscher Philosoph und Hochschullehrer
- 1857: Preston Brooks, US-amerikanischer Politiker
- 1857: Dorothea von Lieven, lettische Ehefrau des russischen Generals Christoph von Lieven
- 1860: János Bolyai, ungarischer Mathematiker
- 1862: Paul Josef Nardini, deutscher Priester, Ordensgründer, Sozialapostel, Seliger
- 1864: Leo von Klenze, deutscher Architekt, Maler und Schriftsteller des Klassizismus
- 1864: Heinrich Rose, deutscher Mineraloge, analytischer Chemiker
- 1870: Carl August Müller, deutscher Hofinstrumentenbauer
- 1873: Adam Sedgwick, britischer Begründer der modernen Geologie
- 1878: Karl Krazeisen, bayerischer Infanterie-Offizier und Hobby-Maler
- 1879: John Laird Mair Lawrence, 1. Baron Lawrence, irischer Adliger und britischer Politiker, Generalgouverneur und Vizekönig von Indien
- 1880: Carl Friedrich Flemming, deutscher Psychiater
- 1881: Johann Rudolf Kutschker, österreichischer Erzbischof und Kardinal
- 1887: Wilhelm Henzen, deutscher Epigraphiker
- 1890: Carl Westphal, deutscher Psychiater und Neurologe
- 1893: James G. Blaine, US-amerikanischer Politiker
- 1893: James Campbell, US-amerikanischer Politiker und Postminister
- 1896: Simeon Bavier, Schweizer Politiker und Bundespräsident

### 20. Jahrhundert

#### 1901–1950

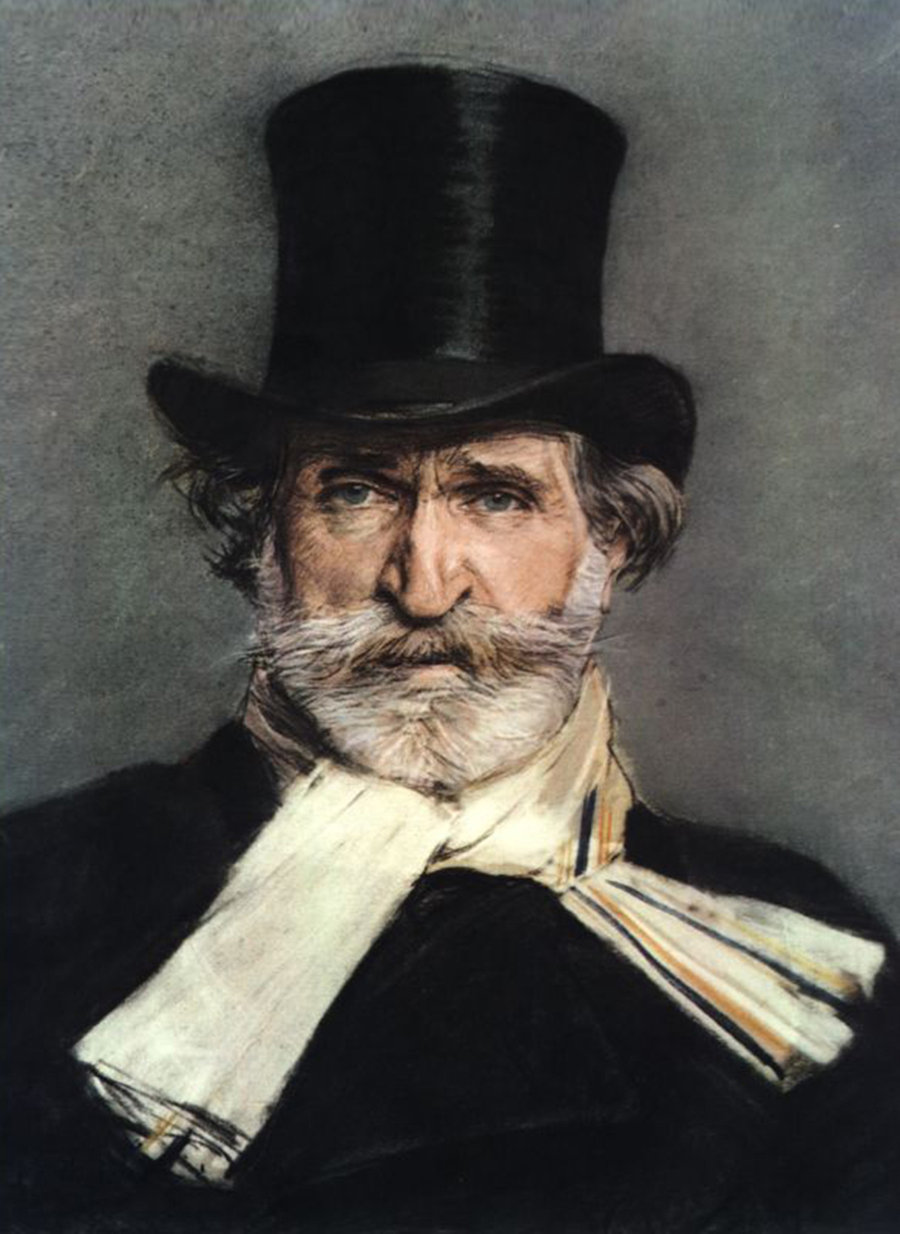
Giuseppe Verdi († 1901)

- 1901: Giuseppe Verdi, italienischer Komponist der Romantik
- 1904: Heinrich Otto Lehmann, deutscher Rechtswissenschaftler, Rechtshistoriker und Hochschullehrer
- 1907: Adolf Haenle, deutscher Architekt
- 1913: Rainer von Österreich Erzherzog von Österreich, altösterreichischer General
- 1916: Cesare De Sanctis, italienischer Komponist, Kirchenmusiker und Musikpädagoge
- 1917: Petro Lewtschenko, ukrainischer Maler und Grafiker
- 1917: Ernst Sars, norwegischer Historiker
- 1919: Endre Ady, ungarischer Dichter
- 1922: Nellie Bly, US-amerikanische Journalistin und Weltreisende
- 1922: Giovanni Verga, italienischer Dichter
- 1922: Johann Nepomuk Wilczek, österreichischer Polarforscher und Kunstmäzen
- 1922: Luise Zietz, deutsche Politikerin
- 1924: Bernhard Schnackenburg, deutscher Kommunalpolitiker
- 1925: Francis Grenfell, 1. Baron Grenfell, britischer Feldmarschall
- 1928: Wallace McCutcheon jr., US-amerikanischer Schauspieler, Filmregisseur und Weltkriegsveteran
- 1930: Konrad Biesalski, deutscher Orthopäde
- 1930: Jean Huré, französischer Komponist und Organist
- 1932: Mortimer Wilson, US-amerikanischer Komponist
- 1935: Fritz Bopp, Schweizer Journalist, Dichter und Politiker
- 1937: Johannes Warns, deutscher evangelischer Theologe
- 1938: Max Oscar Arnold, deutscher Unternehmer und Politiker
- 1940: Isaak Emmanuilowitsch Babel, russischer Journalist und Autor
- 1941: Leopold Adametz, österreichischer Tierzucht- und Vererbungsforscher
- 1941: Iver Holter, norwegischer Komponist
- 1943: Jakob Kraus, Widerstandskämpfer gegen den Nationalsozialismus
- 1944: Anton Fränznick, deutscher katholischer Priester, Opfer des Nationalsozialismus
- 1945: Daniël Belinfante, niederländischer Komponist
- 1945: Gideon Klein, tschechischer Komponist und Pianist
- 1945: Antal Szerb, ungarischer Schriftsteller
- 1949: Boris Wladimirowitsch Assafjew, russischer Komponist
- 1950: Orlando Spreng, Schweizer Postbeamter und Schriftsteller

#### 1951–2000
- 1951: Gustaf Mannerheim, finnischer Offizier und Staatsmann
- 1953: Wilhelm Kattwinkel, deutscher Politiker, MdR
- 1954: Hinrich Abel, deutscher Politiker
- 1955: Ernst Penzoldt, deutscher Grafiker und Schriftsteller
- 1956: Erich Kleiber, österreichischer Dirigent
- 1958: Oskar Prinz von Preußen, königlich preußischer Offizier, Herrenmeister des Johanniterordens, 5. Kaisersohn
- 1960: Oswaldo Aranha, brasilianischer Politiker
- 1960: Eugène Daignault, kanadischer Schauspieler und Sänger
- 1961: Isa Jechl, österreichische Malerin
- 1963: Sándor Kleckner, ungarischer Ruderer, Sportschütze und Fechter
- 1963: Aimé Nezeloff, französischer Automobilrennfahrer
- 1963: Walter Guernsey Reynolds, US-amerikanischer Organist und Komponist
- 1964: Norman Z. McLeod, US-amerikanischer Filmregisseur
- 1964: Alexander Schenk Graf von Stauffenberg, deutscher Historiker
- 1965: C. Douglass Buck, US-amerikanischer Politiker

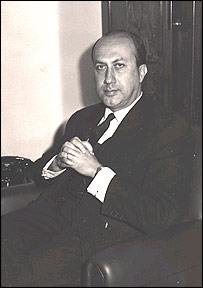
Hassan Ali Mansour († 1965)

- 1965: Hassan Ali Mansur, iranischer Premierminister
- 1965: Theo Uden Masman, niederländischer Pianist und Journalist
- 1966: Ludwig Gies, deutscher Maler und Bildhauer
- 1966: Ferdinand Röntgen, deutscher Maler und Grafiker
- 1966: Iris Runge, deutsche Mathematikerin und Physikerin
- 1967: Roger B. Chaffee, US-amerikanischer Astronaut
- 1967: Gus Grissom, US-amerikanischer Astronaut
- 1967: Luigi Tenco, italienischer Sänger
- 1967: Edward Higgins White, US-amerikanischer Astronaut
- 1969: Willi Albrecht, deutscher Politiker, Gewerkschafter und Widerstandskämpfer
- 1969: Hanns Jelinek, österreichischer Komponist und Musikpädagoge
- 1970: Marietta Blau, österreichische Physikerin
- 1970: Erich Heckel, deutscher Maler und Grafiker
- 1970: Année Rinzes de Jong, niederländischer Pfarrer und Anarchist
- 1971: Jacobo Árbenz Guzmán, guatemaltekischer Politiker
- 1971: Adelheid zu Schaumburg-Lippe, Mitglied des Hauses Schaumburg-Lippe und letzte Herzogin von Sachsen-Altenburg
- 1972: Richard Courant, deutscher Mathematiker
- 1972: Georg Köhler, deutscher Fußballspieler und -trainer
- 1972: Mahalia Jackson, US-amerikanische Gospelsängerin
- 1973: Eddie Kotal, US-amerikanischer American-Football-Spieler
- 1973: Emil Preetorius, deutscher Illustrator, Grafiker und Bühnenbildner
- 1974: Georgios Grivas, griechisch-zypriotischer Widerstandskämpfer
- 1974ː Paula Ludwig, österreichische Schriftstellerin und Malerin
- 1974: Giuseppe Moro, italienischer Fußballspieler
- 1974: Leo Geyr von Schweppenburg, deutscher Offizier, General der Panzertruppe
- 1975: Heinz Klevenow, deutscher Schauspieler
- 1975: Georg Schäfer, deutscher Unternehmer, Kunstsammler und -mäzen
- 1978: Marguerite Canal, französische Komponistin
- 1978: Oskar Homolka, austro-US-amerikanischer Schauspieler
- 1980: Hans Aeschbacher, Schweizer Maler und Bildhauer

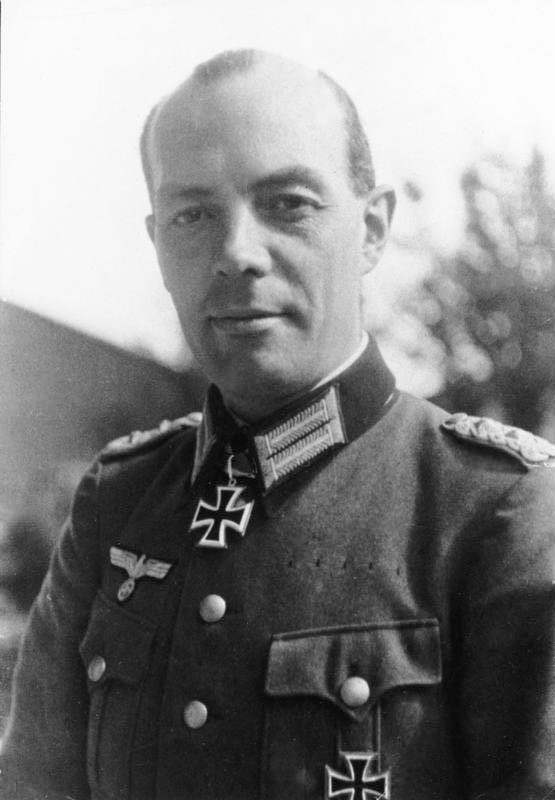
Rudolf-Christoph von Gersdorff († 1980)

- 1980: Rudolf-Christoph von Gersdorff, deutscher General, Hitlerattentäter und Widerstandskämpfer des 20. Juli 1944
- 1981: Rudolf Attig, deutscher Sanitätsoffizier
- 1981: Helmut Bertram, deutscher Politiker, MdB und MdEP
- 1982: Alexander Abusch, deutscher Journalist, Schriftsteller und Politiker in der DDR
- 1983: Georges Bidault, französischer Résistancekämpfer und Politiker, Minister, Ministerpräsident
- 1983: Louis de Funès, französischer Schauspieler und Komiker
- 1986: Lilli Palmer, deutsche Schauspielerin
- 1989: Willibald Kreß, deutscher Fußballspieler
- 1990: Travis Webb, US-amerikanischer Automobilrennfahrer
- 1991: Hans Bertram, deutscher Schallplattenproduzent
- 1992: Hans Richtscheid, deutscher Schriftsteller und Philosoph
- 1993: André the Giant, französischer Wrestler und Schauspieler
- 1994: Claude Akins, US-amerikanischer Schauspieler
- 1994: Reuben Mattus, US-amerikanischer Unternehmer
- 1995: Jean Tardieu, französischer Dichter und Dramatiker
- 1996: Elizabeth Monroe Boggs, US-amerikanische Chemikerin und Aktivistin für geistig behinderte Kinder
- 1999: Gonzalo Torrente Ballester, spanischer Schriftsteller
- 2000: Mae Faggs, US-amerikanische Leichtathletin, Olympiasiegerin
- 2000: Friedrich Gulda, österreichischer Pianist
- 2000: Ōhara Tomie, japanische Schriftstellerin

### 21. Jahrhundert
- 2001: Marie José von Belgien, letzte Königin von Italien
- 2001: André Prévost, kanadischer Komponist
- 2002: Franz Meyers, deutscher Politiker, MdB, MdL, Ministerpräsident
- 2002: Alain Vanzo, französischer Opernsänger (Tenor)
- 2003: Henryk Jabłoński, polnischer Historiker und Politiker, Staatsratsvorsitzender
- 2004: Jack Paar, US-amerikanischer Moderator
- 2004: James Pataki, kanadischer Geiger und Bratschist ungarischer Herkunft
- 2005: Eddie Burks, US-amerikanischer Bluesmusiker
- 2005: Franz-Karl Effenberg, österreichischer Politiker
- 2005: Christof Krause, deutscher Bildhauer
- 2005: Aurélie Nemours, französische Malerin
- 2005: Susanne Witte, deutsche, katholische Gerechte unter den Völkern
- 2006: Ernst Arfken, deutscher Kirchenmusiker und Theologe
- 2006: Jan Frank Fischer, tschechischer Komponist, Musikwissenschaftler, Schriftsteller und Übersetzer
- 2006: Roger Hannay, US-amerikanischer Komponist und Musikpädagoge

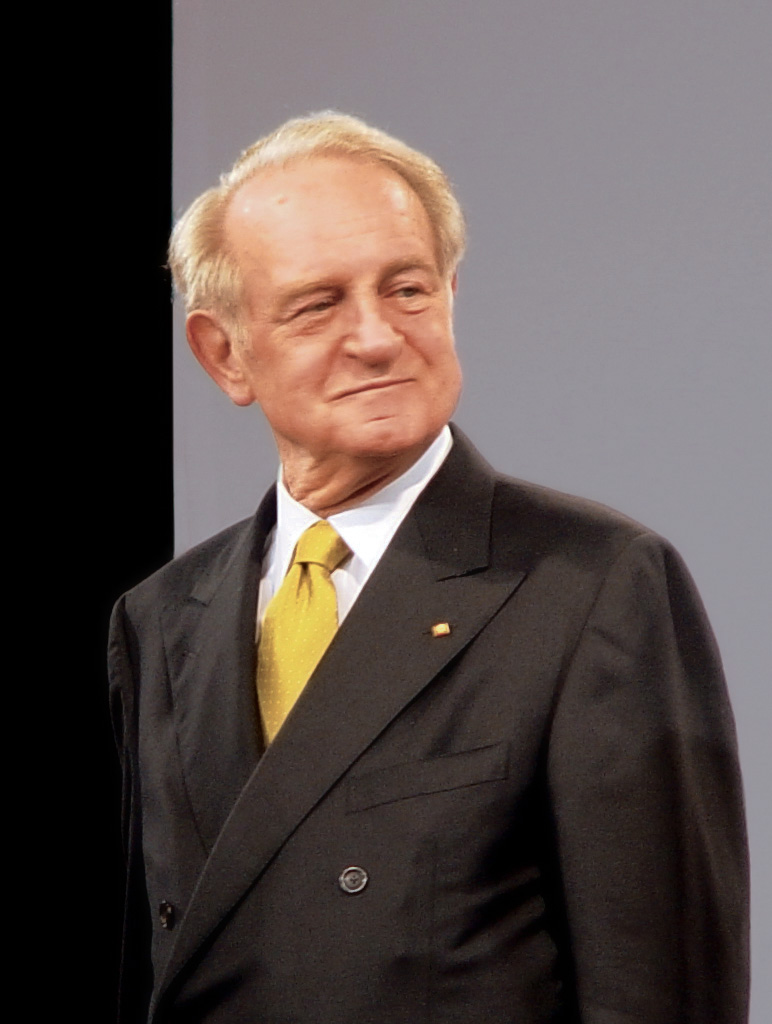
Johannes Rau († 2006)

- 2006: Johannes Rau, deutscher Politiker, MdL, Landesminister, Ministerpräsident, Bundespräsident
- 2007: Tige Andrews, US-amerikanischer Schauspieler
- 2007: Marcheline Bertrand, US-amerikanische Schauspielerin
- 2007: Ebony Browne, US-amerikanische Singer-Songwriterin
- 2007: Herbert Reinecker, deutscher Journalist und Autor
- 2008: Peter Sanderson Ashcroft, britischer Manager
- 2008: Gordon B. Hinckley, US-amerikanischer Kirchenführer (Mormonen)
- 2008: Botho Prinz zu Sayn-Wittgenstein-Hohenstein, deutscher Politiker, MdB, Präsident des DRK
- 2008: Haji Mohamed Suharto, indonesischer Politiker, General und Präsident
- 2009: Jewgenija Petrowna Antipowa, sowjetisch-russische Malerin und Kunstlehrerin
- 2009: Christian Enzensberger, deutscher Schriftsteller und Übersetzer

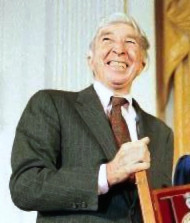
John Updike († 2009)

- 2009: John Updike, US-amerikanischer Schriftsteller
- 2009: R. Venkataraman, indischer Staatspräsident
- 2010: J. D. Salinger, US-amerikanischer Schriftsteller
- 2010: Howard Zinn, US-amerikanischer Historiker und Politikwissenschaftler
- 2011: Fritz Raff, deutscher Journalist und Rundfunkintendant
- 2012: István Rózsavölgyi, ungarischer Mittelstreckenläufer, Olympiamedaillengewinner
- 2012: Kazimierz Smoleń, polnischer Widerstandskämpfer, Häftling im KZ Auschwitz und Leiter des Staatlichen Museums Auschwitz-Birkenau
- 2014: Pete Seeger, US-amerikanischer Folk-Musiker
- 2015: Henk Faanhof, niederländischer Radrennfahrer
- 2015: Ebbe Grims-land, schwedischer Bratscher und Komponist
- 2015: Charles Hard Townes, US-amerikanischer Physiker, Nobelpreisträger
- 2016: Artur Fischer, deutscher Erfinder und Unternehmer
- 2017: Emmanuelle Riva, französische Schauspielerin
- 2017: Waleri Dmitrijewitsch Bolotow, ukrainischer Politiker
- 2018: Hilmar Baumann, deutscher Schauspieler
- 2018: Ingvar Kamprad, schwedischer Unternehmer und Gründer von IKEA
- 2018: Christa Pasemann, deutsche Schauspielerin
- 2018: Bruno Schnell, deutscher Herausgeber und Verleger
- 2020: Olaf Bernstengel, deutscher Puppenspieler
- 2020: Lina Ben Mhenni, tunesische Hochschuldozentin, Bloggerin und Journalistin
- 2021: Cloris Leachman, US-amerikanische Schauspielerin
- 2021: Klaus Niemuth, deutscher Fußballspieler und -trainer
- 2022: Bill Borders, US-amerikanischer Ringer
- 2022: László Palácsik, ungarischer Biathlet
- 2023: Alberto Almanza, mexikanischer Basketballspieler

## Feier- und Gedenktage
- Kirchliche Gedenktage
  - Paavo Ruotsalainen, finnischer Erweckungsprediger (evangelisch)
  - Hl. Angela Merici, italienische Jungfrau und Ordensgründerin (katholisch)
  - Hl. Julianus von Le Mans, fränkischer Bischof (katholisch)
- Namenstage
  - Angela, Dietrich, Gerhard, Julian
- Internationale Feier- und Gedenktage
  - Vereinte Nationen: Internationaler Tag des Gedenkens an die Opfer des Holocaust (seit 2005)
- Staatliche Feier- und Gedenktage
  - Deutschland: Tag des Gedenkens an die Opfer des Nationalsozialismus (seit 1996)

Weitere Einträge enthält die Liste von Gedenk- und Aktionstagen.